# ブレードランナー
『ブレードランナー』（原題：Blade Runner）は、1982年のアメリカ合衆国のSF映画。監督はリドリー・スコット、出演はハリソン・フォード、ルトガー・ハウアー、ショーン・ヤングなど。フィリップ・K・ディックのSF小説『アンドロイドは電気羊の夢を見るか?』を原作としている。

## ストーリー
21世紀初頭、遺伝子工学技術の進歩により、タイレル社はロボットに代わるレプリカントと呼ばれる人造人間を発明した。彼らは優れた体力に、創造した科学者と同等の高い知性を持っていた。
環境破壊により人類の大半は宇宙の植民地（オフワールド）に移住し、レプリカントは宇宙開拓の前線で過酷な奴隷労働や戦闘に従事していた。しかし、彼らには製造から数年経つと感情が芽生え、主人たる人間に反旗を翻す事件が発生する。そのため、最新の「ネクサス6型」には、安全装置として4年の寿命年限が与えられたが、脱走し人間社会に紛れ込もうとするレプリカントが後を絶たず、地球へ脱走した彼らは違法な存在と宣告された。そんな脱走レプリカント達を判別し見つけ出した上で「解任（抹殺）」する任務を負うのが、警察の専任捜査官「ブレードランナー」であった。
2019年11月のロサンゼルス。地球に残った人々は酸性雨の降りしきる、高層ビル群が立ち並んだ人口過密の大都市での生活を強いられていた。ネクサス6型レプリカントの一団がオフワールドで反乱を起こし、人間を殺害して逃走、シャトルを奪い密かに地球に帰還した。タイレル社に入り込んで身分を書き換え、潜伏したレプリカントの男女4名（ロイ・バッティ、リオン、ゾーラ、プリス）を見つけ出すため、ロサンゼルス市警のブレードランナーであるホールデンが捜査にあたっていたが、同社で尋問中にリオンから襲われて負傷する。上司であるブライアントはガフを使いに出し、既にブレードランナーを退職していたリック・デッカードを呼び戻す。彼は情報を得るためレプリカントの開発者であるタイレル博士と面会し、彼の秘書であるレイチェルもまたレプリカントであることを見抜く。レイチェルはデッカードの自宅アパートに押しかけ問いただした結果、人間だと思っていた自分の記憶が作られたものだと知り、自己認識が揺さぶられ涙を流して飛び出してしまう。そんな彼女にデッカードは惹かれていく。
デッカードは、リオンが潜んでいたアパートの証拠物から足跡をたどり、歓楽街のバーで踊り子に扮していたゾーラを発見、追跡の末に射殺する。現場にブライアントとガフが訪れ、レイチェルがタイレル博士のもとを脱走したことを告げ、彼女も「解任」するよう命令される。その直後リオンに襲われて銃を落とすが、駆けつけたレイチェルが銃を拾ってリオンを射殺した事でデッカードは命拾いする。彼はレイチェルを自宅へ招き、彼女が自分のことも「解任」するのか問うと「自分はやらないが、他の誰かがやる」と告げる。そして未経験の感情に脅えるレイチェルにキスし、熱く抱擁する。一方反逆レプリカントのリーダーであるバッティは眼球技師のチュウを脅して掴んだ情報をもとに、プリスを通じてタイレル社の技師J・F・セバスチャンに近づき、さらに彼を仲介役にして、本社ビル最上階に住むタイレル博士と対面する。バッティは地球潜入の目的である、自分たちの残り少ない寿命を伸ばすよう依頼するが、博士は技術的に不可能であり、限られた命を全うしろと告げる。絶望したバッティは博士の眼を頭蓋ごと潰して殺し、セバスチャンをも殺して姿を消す。
タイレル博士とセバスチャン殺害の報を聞いたデッカードは、セバスチャンの高層アパートへ踏み込み、部屋に潜んでいたプリスを格闘の末に射殺。そこへ戻ってきたバッティと最後の対決に臨む。優れた戦闘能力を持つバッティに追い立てられ、デッカードはアパートの屋上へ逃れ、隣のビルへ飛び移ろうとして転落寸前となる。しかし、寿命の到来を悟ったバッティは突如デッカードを救い上げ、最期の言葉を述べた後、穏やかな笑みを浮かべながら事切れた。現場に現れたガフが不穏な言葉を告げ、デッカードはレイチェルにも同じ運命が待っているのではないかと慌てて自宅へ戻るが、彼女は生きていた。デッカードはレイチェルを連れ出し、逃避行へと旅立った。

## 登場人物・キャスト

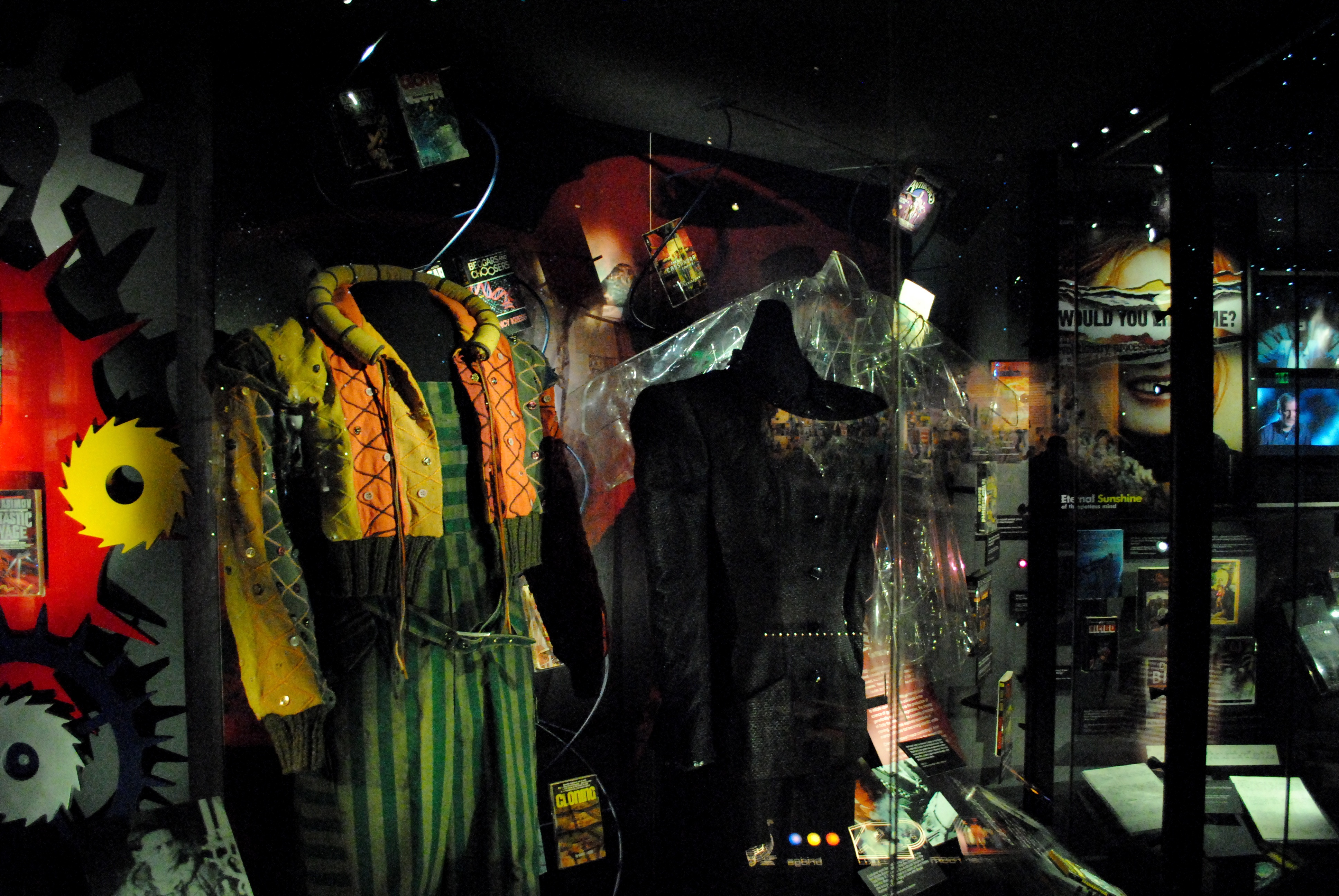
シアトルのSF博物館（Science Fiction Museum & Hall of Fame）に収蔵・展示されている、作中で使用された衣装
セバスチャンの衣装（左）レイチェルのドレス（中）ゾーラのレインコート（後列右）

リック・デッカード（Rick Deckard）
演 - ハリソン・フォード
本作の主人公。「殺し屋」としての仕事に疲れ果て、ブレードランナーを退職していたが、捜査のため強制的に復職させられる。
ロイ・バッティ（Roy Batty）
演 - ルトガー・ハウアー
反逆レプリカントのリーダー。戦闘用レプリカント。製造番号：N6MMA10816。
レイチェル（Rachael）
演 - ショーン・ヤング
本作のヒロイン。タイレル博士の秘書で、彼の姪としての記憶を移植されているレプリカント。
ガフ（Gaff）
演 - エドワード・ジェームズ・オルモス
ロサンゼルス市警の刑事。「シティスピーク（Cityspeak）」という、日本語やハンガリー語などが混じり合ったクレオール言語を喋る。また折り紙を折る手癖がある。
ハリイ・ブライアント（Harry Bryant）
演 - M・エメット・ウォルシュ
ロサンゼルス市警警部。ブレードランナーの統括者で、デッカードを脅すようなかたちで復職させる。レプリカントを「人間もどき（skin-job）」と呼び侮蔑する。
プリス・ストラットン（Pris Stratton）
演 - ダリル・ハンナ
慰安用レプリカント。バッティのパートナーで、彼の計画によりセバスチャンに接触する。製造番号：N6FAB21416。
J・F・セバスチャン（J. F. Sebastian）
演 - ウィリアム・サンダーソン
タイレル社の遺伝子工学技師。早老症に侵されており、実年齢より老いた外見をしている。自宅アパートで自身が造り出した「ペット」と共に暮らしている。
リオン・コワルスキー（Leon Kowalski）
演 - ブライオン・ジェームズ
労働用レプリカント。元は放射性廃棄物の運搬作業に従事しており、怪力の持ち主。製造番号：N6MAC41717。
エルドン・タイレル博士（Dr. Eldon Tyrell）
演 - ジョー・ターケル
タイレル社社長。レプリカントを生んだ科学者でチェスの名手。
ゾーラ・サロメ（Zhora Salome）
演 - ジョアンナ・キャシディ
女性レプリカント。暗殺用に再プログラミングされている。ルイスのバーにダンサーとして潜伏していた。製造番号：N6FAB61216。
ハンニバル・チュウ（Hannibal Chew）
演 - ジェームズ・ホン
遺伝子工学者。タイレル社に雇われ、レプリカントの眼球を製作している。
デイヴ・ホールデン（Dave Holden）
演 - モーガン・ポール
ブレードランナー。リオンを取り調べ中に銃撃される。
タフィー・ルイス（Taffey Lewis）
演 - ハイ・パイク
ゾーラが潜伏していたバーの経営者。デッカードの尋問を受け流した。
カンボジア女性（Canbodian Lady）
演 - キミコ・ヒロシゲ
ロサンゼルスの路上で商売をしている女。鱗の証拠物を調べ、合成ヘビであることをデッカードに伝えた。
スシマスター（Sushi Master）
演 - ロバート・オカザキ
ダウンタウンの屋台“ホワイトドラゴン（白龍）”で働く日系人。 ハウイー・リー（Howie Lee）とも書かれているが、これは1997年発売のビデオゲームで付けられた名前。
アブドゥル・ベン・ハッサン（Abdul Ben Hassan）
演 - ベン・アスター（劇場公開版ではクレジットなし）
合成動物を販売している商人。ゾーラに合成ヘビを販売した。

## 内容解説
ネオ・ノワールを基調とした暗く退廃的な近未来のビジュアルは、公開当初こそ人気を得なかったものの、後発のSF作品に大きな影響を与え、所謂「サイバーパンク」の代表作の一つと見なされている。シド・ミードの美術デザイン、ダグラス・トランブルのVFX、メビウスの衣装デザイン、ヴァンゲリスのシンセサイザーを効果的に使用した音楽も独自の世界観の確立に貢献した。
リドリー・スコットが「彼女は完璧だった」と評したレイチェル役のショーン・ヤング、そしてプリス役のダリル・ハンナも本作をきっかけに注目されるようになった。
作中の風景に日本語が多く描かれている理由は、スコットが来日した際に訪れた新宿歌舞伎町の様子をヒントにしたとされている。このことが日本人観客の興味をひくことになり、これらのシーンへのオマージュ・議論が生まれることになった。また、スコットは都市の外観は香港をモデルにしていることを述べている。なお、香港のショウ・ブラザーズが制作費の大半を出資したために本作は事実上アメリカ・香港合作であり、ショウ・ブラザーズの創設者である邵逸夫は本作で製作総指揮にクレジットされている。
1993年にアメリカ国立フィルム登録簿に永久保存登録された。2007年、視覚効果協会が発表した「視覚効果面で最も影響力がある50本の映画」で第2位にランクインした。2014年、イギリスの情報誌『タイム・アウト』ロンドン版にてアルフォンソ・キュアロン、ジョン・カーペンター、ギレルモ・デル・トロ、エドガー・ライトら映画監督、作家のスティーヴン・キング、ほか科学者や評論家150名が選定した「SF映画ベスト100」にて、第2位にランクインした。

### 原作
『アンドロイドは電気羊の夢を見るか？』とは設定や登場人物、物語の展開、結末などが翻案により大きく異なっており、原作というよりは原案に近い扱いである。
1968年の原作発表後から程なくして、いくつかの映画化交渉が持ち上がったが、いずれも不成立に終わっていた。1975年、ハンプトン・ファンチャーは作者のフィリップ・K・ディックとの交渉を行ったものの成立せず、友人のブライアン・ケリーが交渉にあたり、1977年に承諾を取り付けた。ディック自身は制作会社に映画化権を売った後は関与していないが、ファンチャーが書き上げた草稿に彼は良い返事を出さず、何度も改稿が行われた。撮影開始後も映画の出来を不安視し、ノベライズ版の執筆も断っていたが、2019年のロサンゼルスを描いたVFXシーンのラッシュ試写を観て「まさに私が想像したとおりものだ！」と喜んだという。監督のスコットは、就任にあたって全く原作を読んでいなかったが、作品の世界観についてディックと何度も議論を交わしたことで、彼は映画の出来に確信を持つようになり、制作会社に「我々の"SFとは何であるか"という概念にとって革命的な作品となるだろう」と期待の手紙を送っている。本作は『トータル・リコール』や『マイノリティ・リポート』に先立つ、ディック作品の初映画化となったが、本人は完成を待たず1982年3月2日に死去した。

### 「ブレードランナー」と「レプリカント」
本作に登場する「ブレードランナー」と「レプリカント」は、原作には登場しない映画オリジナル用語である。
「ブレードランナー」という名称は、SF作家アラン・E・ナースの小説『The Bladerunner』（1974年）において「非合法医療器具（blade）の運び屋（runner）」という意味で登場する。この小説を元にウィリアム・S・バロウズは映画化用の翻案として『Blade Runner (a movie)』（1979年、訳題『映画:ブレードランナー』）を執筆した。関連書籍『メイキング・オブ・ブレードランナー ファイナル・カット』記載のスコットのインタビューによれば、本作の制作陣はデッカードにふさわしい職業名を探すうちにバロウズの小説を見つけ、本のタイトルのみを借り受けることに決めたという。いずれの小説も物語自体は、ディックの原作および映画とも全く関連はないが、作品タイトルとするにあたり、ナースとバロウズに使用権料を払い、エンドクレジットに謝辞を記している。なお初期タイトルは『デンジャラス・デイズ（Dangerous Days）』であった（このタイトルは後にメイキング・ドキュメンタリーのタイトルに使用されている）。
「レプリカント（replicant）」という名称については、原作の「アンドロイド」が機械を連想させることと、観客に先入観を持たれたくないと考えたスコットが、ファンチャーに代わって起用した脚本のデヴィッド・ピープルズに別の名前を考えるように依頼。生化学を学んでいた娘からクローン技術の「レプリケーション（細胞複製）」という用語を教わり、そこから「レプリカント」という言葉を創造した。以降、（創作における）人造人間を指す用語として辞書にも掲載されるなど、定着している。

### フォークト＝カンプフ検査
「フォークト＝カンプフ（Voight-Kampff）」検査は人間とレプリカントを区別するための架空の検査法で、そのための唯一の方法である。この時代に生きる人間の感情を大きく揺さぶるような質問を繰り返し、それに対して起きる肉体的反応を計測することで、対象が人間かレプリカントであるかを判別することができる、とされている。
検査は専用の分析装置を用いることによって行われ、装置は本体に黒い大きな蛇腹状のパーツと数種類のモニタを備え、本体から伸びる伸縮式のアームの先には反射鏡式光学照準装置のようなものが取り付けられている。アーム先端の装置には虹彩を計測するビデオカメラを内蔵しており、収縮する蛇腹状のパーツは「対象者の身体表面より発散される粒子を収集するための装置」である。
劇中では、リオンとレイチェルがこれによりテストを受けているシーンがあり、デッカードとタイレルの会話において、レプリカントであるか否かを判定するためには通常2～30項目の質問が必要になる、と述べられているが、レイチェルがレプリカントであることを判定するには100項目以上の質問が必要であった。この描写から、質問項目に対する反応は「自分がレプリカントという自覚があるかどうか」に大きく左右されること、「記憶」の内容（レプリカントの場合は記憶として「移植」されたものの内容）によっては、レプリカントであるか否かの判定が容易には行えなくなり、テストの正確性が大きく揺らぐことがわかる。

### 時代設定
撮影中の脚本やスケジュールの変更、単純なミスなどにより、劇中では整合性のとれない箇所がいくつかみられる。当初、本作の年代設定は2020年だった。しかし、英語において「Twenty-Twenty」が視力検査で少数視力でいうところの1.0を表す言葉でもあるため、混同を避けるため、2019年に舞台が変更された。そのため登場するレプリカントの寿命に1年のズレがあるという矛盾が生じたが、気付かれずにそのまま撮影されてしまった。

### 6人目のレプリカント
ミスの中で生まれたものとして有名なのが「6人目のレプリカントはどこに行ったのか？」という問題である。警察署のシーンでブライアントは、地球に侵入したレプリカントは「男3人、女3人の計6名」であり、「うち1名は既に死亡している」と説明している。残りは5名となるはずだが、彼は「4名が潜伏中」と言い、劇中でもそれしか登場しない。
ファンチャーの脚本では5人目のレプリカント「ホッジ」と6人目の「メアリー」が設定されており、後者については配役も決まっていたが（ステーシー・ネルキンが演じる予定だった）、予算の都合で撮影されなかった。しかし、ポストプロダクションで台詞の差し替えをしなかったため、ブライアントの説明に矛盾が生じる結果となった。その後、彼の台詞は『ファイナル・カット』において「2名が既に死亡」に修整された。
続編として発表された小説『ブレードランナー2 レプリカントの墓標』は、この6人目のレプリカントに関する物語になっている。また、当初はタイレル博士もレプリカントだという設定だった（後述）。

### デッカードは何者なのか
上述の6人目のレプリカント問題に関して、「6人目とはデッカード自身ではないのか？」という考察が生まれたが、前述の通り制作上のミスによるもので、意図的な表現では無い。ただ、スコット自身はこのアイデアを気に入り、制作中にそれを示唆する表現である「デッカードが見るユニコーンの夢」のシーンを撮影作業終盤に撮影し、劇場公開版に入れようとした。しかし当時のプロデューサー達は「芸術的すぎる」と拒否した。
このシーンは『ディレクターズ・カット』において初めて追加され、ラストシーンのガフが作ったユニコーンの折り紙と結びつくことによって、「デッカードの夢の内容が知られている＝彼の記憶は作られたものである＝デッカードもレプリカントである」という可能性を示唆した。スコット自身は、2000年にイギリスのChannel 4 Televisionが制作したドキュメンタリー『ON THE EDGE OF BLADE RUNNER』のインタビューにおいて「デッカードはレプリカントだ」と明言している。また、『メイキング・オブ・ブレードランナー ファイナル・カット』掲載のインタビューでは、他のヒント（部屋の家族写真やデッカードの赤目現象シーン）も挙げた上で、より人間に近いネクサス7型レプリカントというアイデアを示唆している。またオーディオコメンタリーにおいては、「続編は無い」とした上で「もし続編があれば、デッカードをレプリカントにしようと思った」とも語っていた。しかし、2017年の4K ULTRA HD版収録の、オーディオコメンタリーにおいては「続編を作りたい」と語り、またラストシーンについては「デッカードとレイチェルがネクサス7型や8型なら生き延びたろうね」とも述べている。
ただし、スコットの見解に対する関係者の意見は様々である。ガフを演じたエドワード・ジェームズ・オルモスはスコットと同じ意見で、ユニコーンの夢を根拠にデッカードがレプリカントなのは明らかだと明言する一方、脚本のファンチャーは人間説を唱え、デッカードを演じたフォードもまた、観客はデッカードを応援したいはずだという理由で、レプリカントであるということを否定している。しかし、後にフォードは私は、ずっと彼がレプリカントだと知っていましたとも証言しており、レプリカントは自分自身を人間だと信じたいものであり、デッカードを演じて抗いたい思いもあったと述べている。また、デッカードがレプリカントというアイデアは撮影途中でスコットが思いついたことで、当初はそのように考えて撮影されていなかったとされ、フォードもレプリカントだとは指示を受けておらず、撮影時には人間として演じたという。
以上のように諸々の経緯はあるが、「デッカード＝レプリカント説」を断定出来るような描写はどの版にも存在しない。

### ハリソン・フォード
フォードは、この映画については長年否定的であった。これは、興行的に失敗したことの他に、撮影が一旦終了したにも拘らず、何度も追加撮影のために呼ばれたのに我慢ができなくなったことによるという。
また、レイチェル役のショーン・ヤングが、撮影中にフォードから乱暴に扱われたという理由で、不仲のまま撮影が行われたという経緯がある。ディレクターズ・カットが公開された1992年には、「デッカード＝レプリカント説」をめぐってスコットと揉めたこともあった。こうした経緯があり、長い間作品の事を語りたがらなかった。しかしある時期からは「本作以降、出演作を自由に選べるようになった」と述べるなど、態度を軟化させるようになり、積極的ではないがインタビュー等にも答えている。その後、続編となる『ブレードランナー 2049』への出演も快諾した。

## 演出
映画『エイリアン』のSEや、救命艇ナルキッソス号が母船ノストロモ号から切り離される際のシークエンスで表示されるモニター画像をさりげなく挿入するなど、スコットのお遊びが散見される。ディックの小説『高い城の男』の世界観（枢軸国が勝利した世界）が想定されている可能性がある。
レプリカントのリーダー、バッティ役のルトガー・ハウアーは人造人間の狂気と悲哀を好演した。ラストの独白シーンの台詞や演出は、本来の台本が長すぎると感じた彼が撮影時に提案したアドリブで、要約したピープルズの脚本に独自の台詞を加えて完成した。「雨の中の涙のモノローグ」（Tears in rain monologue）や、「Cビームスピーチ」として知られる。このシーンを撮り終えると拍手が起こり、感動して涙を流すスタッフもいたという。また白い鳩が飛び立つ描写もハウアーのアイデアだった。
ガフがデッカードに呼び掛ける「彼女も生きられずに残念ですな。だが、誰もがそうかもしれない」という台詞も、演じたオルモスによって付け足され、脚本にあった「お見事ですな」に続けて去り際に言った言葉が、思いもかけず完成した映画に残されたという。
ロサンゼルスの街にさまざまな人種が入り乱れて生活する様子を描写するため、日本語をはじめとする多国語の看板、日本語を話す店主が切り盛りする露店、日本語による話し声が多用されている。また、「ふたつで十分ですよ」とハリソン・フォードとやりとりしている寿司屋の主人ハウイー・リーは、ロバート・オカザキという日系アメリカ人俳優である。以下に代表的なものを挙げる。
- 日本語でイリヒカタムク（入り陽傾く）という声と芸者が現れる「強力わかもと」の広告はシド・ミードのアイデアとされ[15]、実際の製品は胃腸薬だが避妊薬という設定で登場する[32][33][注釈 14]。
- 「゜コ゛ルフ月品〔ママ〕」[28]「日本の料理」など日本語の看板、ネオンサイン、壁面の落書き。
- デッカードが屋台で日本語を話す店主にメニューを注文する際のやりとり[30]。
- デッカードを連れ去るパトカー（エアカー）のドアに漢字で『警察995』の正式表示[34]。
- いくつかのシーンで、シチュエーションに合わない日本語のガヤ（雑踏での台詞）が繰り返し使用。

またミニチュア・クルーによる演出外の趣向として、『未知との遭遇』のマザーシップや、『スター・ウォーズ』のミレニアム・ファルコン号、そして『ダーク・スター』の模型が画面に登場する。

## デザイン
監督のリドリー・スコットはSFホラー『エイリアン』（1979年）に次ぐSF作品となる本作でも、卓越した映像センスを発揮した。従来のSF映画にありがちだったクリーンでハイテクな未来都市のイメージを打ち破り、環境汚染にまみれた酸性雨の降りしきる、退廃的な近未来の大都市を描いた。これは、シナリオ初稿を書いた、ハンプトン・ファンチャーが、フランスの漫画家メビウスが描いたバンド・デシネ短編作品『ロング・トゥモロー』（原作は『エイリアン』の脚本家ダン・オバノン）での、「混沌とした未来社会でのフィリップ・マーロウ的な探偵の物語」をイメージしていたためだった。
劇中の無国籍で混沌としたロサンゼルスのイメージは、メビウスの作品そのものである。スコットは映画のスタッフにメビウスの参加を熱望したが、アニメーション『時の支配者』の作業に携わっていた彼は、衣装デザインのみの参加となった。また、インタビューでは度々エンキ・ビラルの作品の世界観を参考にしたとの発言が出ている。

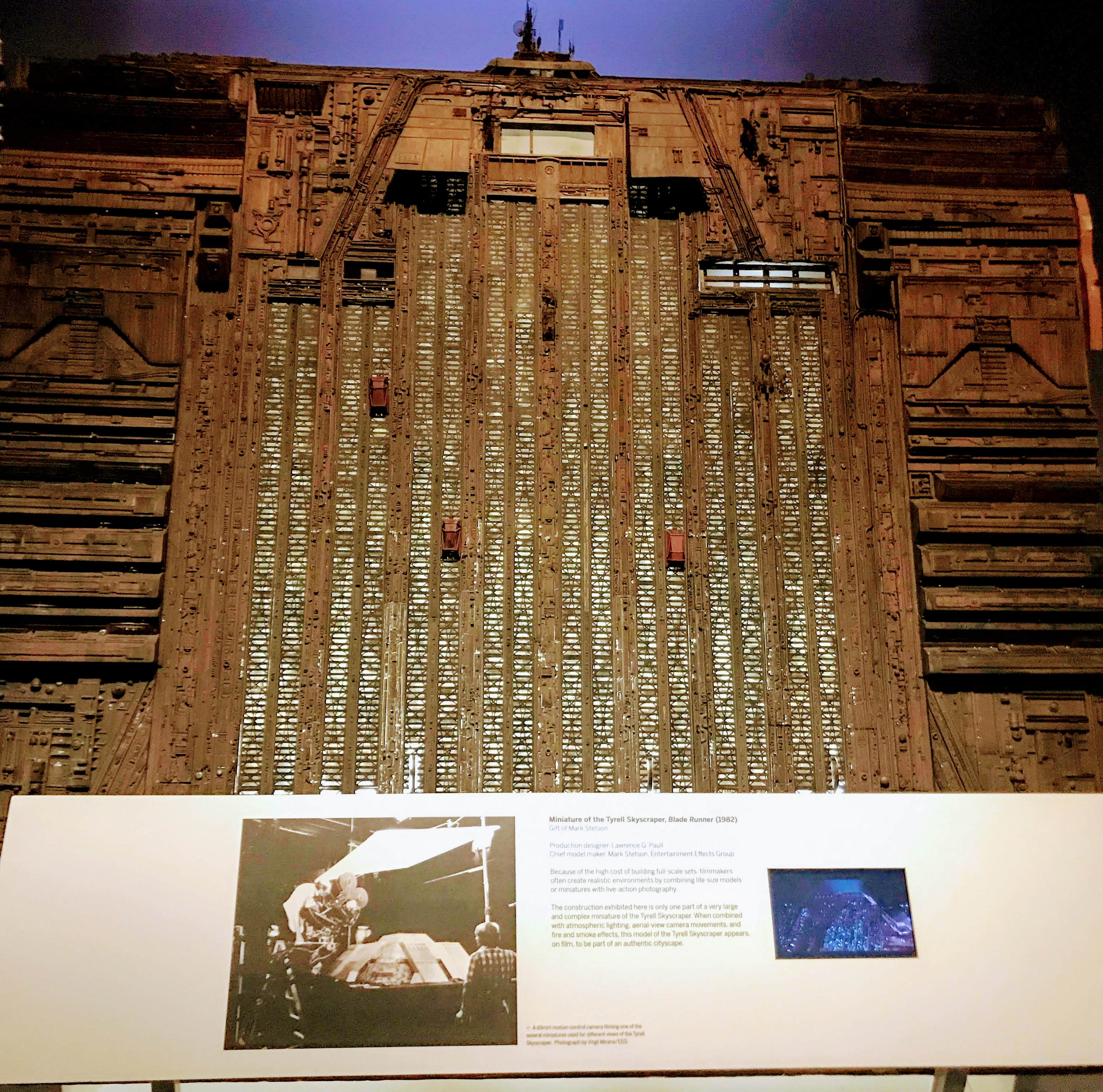
撮影に使用されたタイレル社本社ビルのミニチュア（前面部分の一部） ニューヨーク、クイーンズ区アストリアの動画博物館（Museum of the Moving Image）（英語版）の展示品 （2019年4月17日撮影）

### シド・ミード
本作を特徴づけているものの一つが、「ビジュアル・フューチャリスト」ことシド・ミードによる一連のデザインである。
ミードは最初は作品に登場する車両のデザイナーとして着目され、起用された。1979年に出版された個人画集の中の1枚である「雨の降る未来の高速道路の情景」に目を留めたリドリー・スコットが、作中に登場する未来の自動車のデザインを依頼したことがきっかけであった。
当初はミードは車両のみを担当する予定であったが、ミードは自身のデザインに対する姿勢として「工業製品は、それが使用される状況や環境とセットでデザインされなければならない」というポリシーを持っており、「未来の乗用車」のカラーイラストの背景に描かれた未来都市のイメージに魅了されたスコットは、車両以外にも室内インテリア、未来の銃、パーキングメーター、ショーウィンドー等のセットや小道具のデザインを依頼し、さらに建築、都市の外観、列車や駅、コンピュータ等のインターフェースに至る、作中に登場するありとあらゆる工業製品のデザインを依頼した。
ただし、ミードが本作のためにデザインしたものが全て劇中で使われたわけではなく、幾つかのものはスコットにより「未来的にすぎる」という理由で却下されている。未来の銃（後述「#デッカードブラスター」参照）や、医療用のカプセル型ベッド（後述「#没シーン」参照）等である。
ミードはこれまでも美術やメカデザイン等で映画に参加していたが、本作で初めて以降の肩書きである「ビジュアル・フューチャリスト」を名乗り、またエンドロールにおける単独クレジットがなされた。

### フォークト＝カンプフ・マシン
フォークト＝カンプフ・マシンは、対象がレプリカントであるかどうかを判断するためにブレードランナーが使用する一種のポリグラフ（嘘発見器）で、呼吸などの身体機能を測定し、毛細血管の膨張による血流の増大や、質問に対しての心拍数および眼球運動を測定して判定する装置である。
1982年、初公開時のプレスキットの説明には
とある。

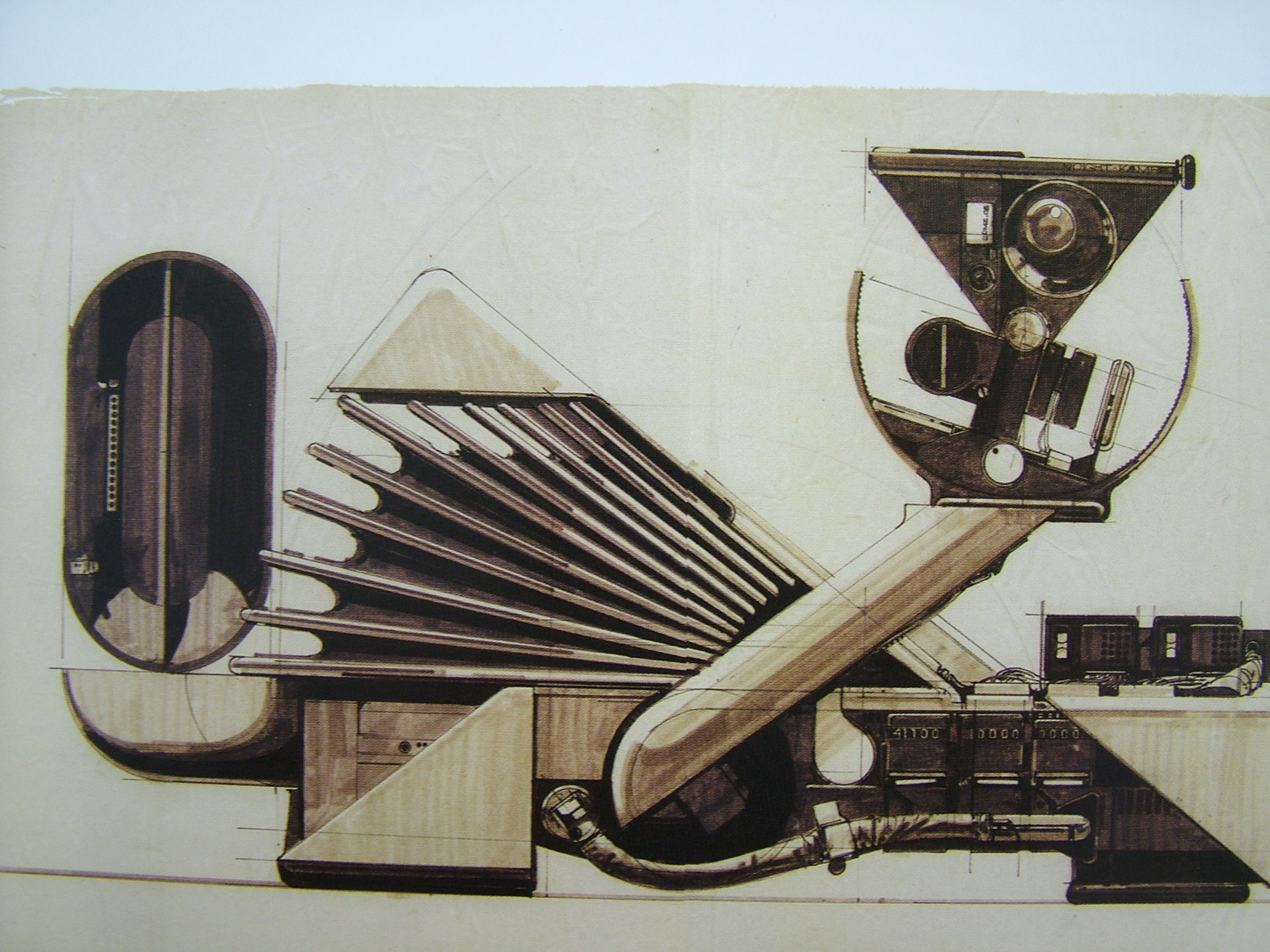
シド・ミードによるフォークト＝カンプフ・マシンのデザイン画

スコットはこの検査装置をデザインするにあたり、「ハイテク機器のようには見えない」「対象者を威嚇するような感じに」「デリケートな装置に見えるように」という要望を出した。ミードは彼の出した要望に対して、「自室の机の上のライトに大きなタランチュラが取り付いている」というビジュアルイメージを思い浮かび、そのイメージに従って、見た者に「生きているような感じ」を与えられるものをデザインした。デザインの意図としては「視線を合わせられ続けることの威圧感」「機械が呼吸しているように見えることへの気持ち悪さ」を感じさせることを念頭に置いている。
なお、プロップとして製作された装置にはカメラ機能はなく、モニターには実際にそのシーンで「検査」されている俳優の瞳が映っているわけではない。俳優たちの瞳のクローズアップも撮影されたが、モニタに当たる部分に投影されているのは、科学教育用フィルムの素材提供会社より調達された別人の瞳の映像である（そのため、レイチェル役のヤングは瞳がブラウンであるにもかかわらず、モニターではグリーンに映っている）。

### フューチャーカー

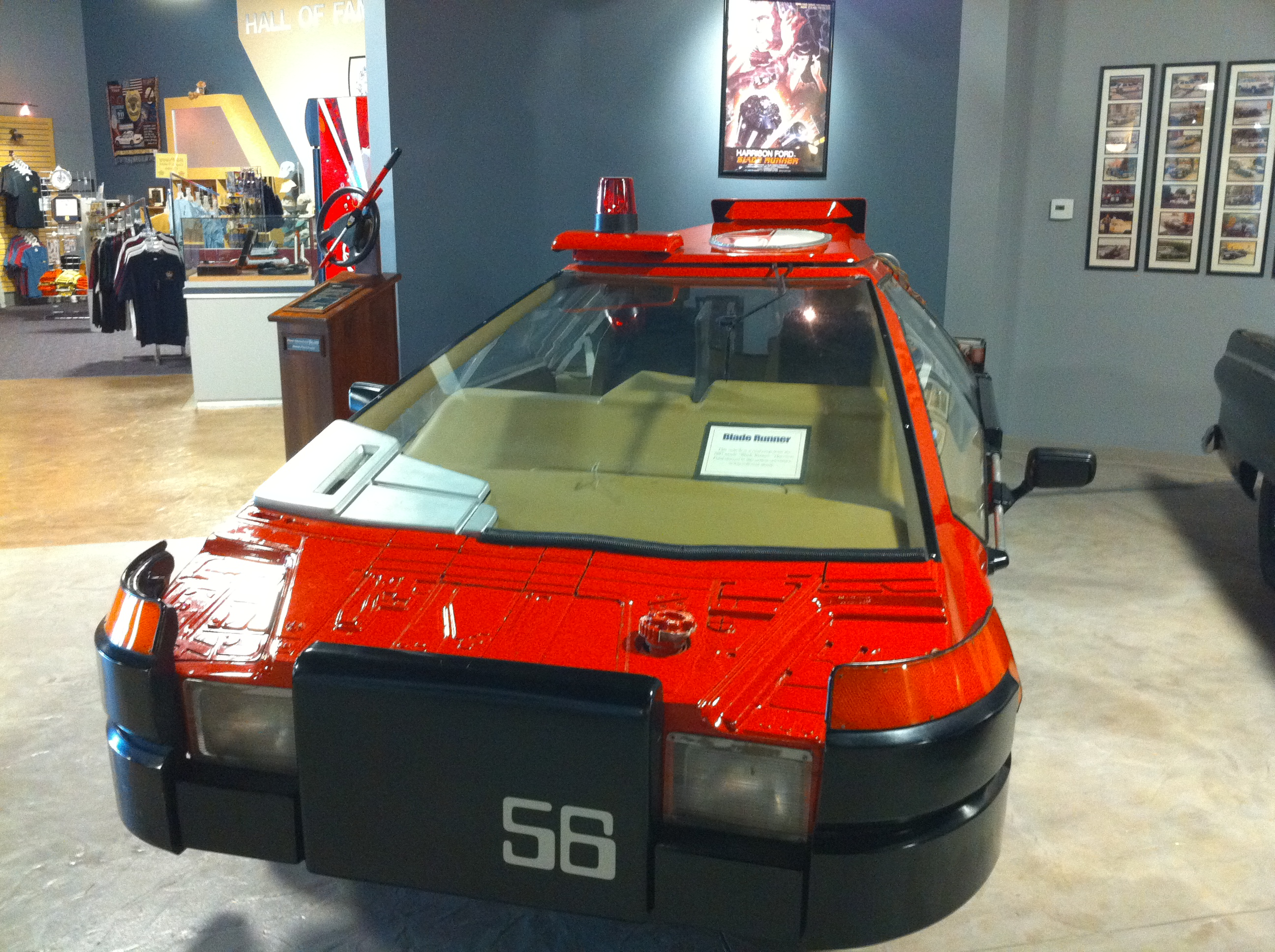
フロリダ州のアメリカ警察殿堂博物館(American Police Hall of Fame&Museum)に展示されている“デッカード・セダン”
（2010年9月4日撮影）

前述のように、ミードは当初「カーデザイナー」として起用された。彼の描いたコンセプトデザインは、カスタムカーデザイナーのジーン・ウィンフィールドによって、デッカードの乗るセダンやセバスチャンの乗るバンなど、セダンタイプのものからコンパクトカータイプのものなど、25種類に及ぶ各種の車両にリファインされた。当初は57台が製作される予定で、予算と製作期間の問題から台数は半分の25台に減らされたが、納入前に工房で火災が発生して2台が焼失し、最終的には23台が納品された。
この他、撮影所の倉庫の隅に保管されていた1960年代の中古車があり、それらは他の映画の撮影に際して様々な装飾が施されていたものだが、これらも「エキストラ」として渋滞の列に並ぶ車として用いられている。

#### スピナー
「スピナー（Spinner）」は、劇中に登場する架空の飛行車の総称である。
通常の自動車と同じく、地上を走行することができるだけではなく、垂直に離着陸することができ、垂直離着陸機と同様のジェット推進装置を使用して浮上し、そのまま空中を飛行することができる。作中では主に警察がパトカーとして使用しているが、裕福な人々はスピナーのライセンスを取得することができる、と設定されており、警察用以外にも複数種類のスピナーが登場する。
この架空の車両は、ミードによって「揚力を得るために空気を直接下方に噴射することによって飛行する」機構を持つ、という「エアロダイン（Aerodyne）」という名称のメカニクスとして考案され、デザインされた（ただし、映画公開時の広報用資料では、スピナーは「従来の内燃機関、ジェットエンジンに加え、反重力エンジンという3つのエンジンによって推進されている」と記述されている）。

##### ポリススピナー
作中に登場したスピナーのうち、パトカーとして登場したものは“ポリススピナー”と通称されており、「映画『ブレードランナー』に登場した架空のメカニクス」としての“スピナー”といった場合、まずこれを指すことが多い。
ポリススピナーは各種サイズの複数のミニチュアと実物大のプロップ（劇用車）が4台製作された。なお、スピナーには左側面にレーザーガンとの設定がある武装が装備されたタイプがあるが（シド・ミードによるコンセプトデザインにも描かれている）、この通称“レーザースピナー”はミニチュアモデルしか製作されていない。
4台の実物大プロップの製作は「空を飛ばない」自動車と同じくジーン・ウィンフィールドと彼のチームが担当した。4台の内訳は、フォルクスワーゲン・ビートルのシャーシとエンジンを流用して作られた、実際に自走できる劇用車が2台、車内とコクピット周辺のみが製作された、車内シーンの撮影用モデルが1台、軽量アルミニウムで製作され、ジェット噴射のギミックが内蔵されているが自走能力はなく、クレーンで吊り下げて低空飛行および離着陸シーンを撮影するために用いられた、通称“フライングスピナー”が1台である。なお、車内シーン用のモデルはスピナーの他“デッカードセダン”の車内としても使用された。
映画の撮影が終了した後、これらのプロップは映画の宣伝に使用され、その後は他のSF映画に使用された後に処分・売却された。

自走可能なプロップのうち1台はパトロールカー・セダンと共にフロリダ州オーランドのMGMスタジオで屋外展示品とされ、劣化が進んだこともあり、1990年代の末に処分された。自走可能なプロップのもう1台は、映画撮影用車両会社の間を転々とした後、1990年代初頭にオークションへの出品を経て日本のコレクターに売却された。この車両は『ブレードランナー』撮影後に他の映画の撮影に用いられた際に塗装や細部に変更が加えられているが、オリジナルの状態を比較的保った形で現存している。個人蔵ということもあり、時折『ブレードランナー』関連のイベント等に展示される（一部のパーツのみが展示された例もある）他には一般公開はされておらず、「ポリススピナーの実物大プロップのうち1台が日本に現存している」とマニアの間で語られるのみの存在となっていたが、2017年よりは後述の“フライング・スピナー”同様にプロップを製作したウィンフィールドを交えたレストアの計画が進められ、2019年に入りメディアに現存が公表され、その詳細が紹介されている。
飛行シーン撮影用の“フライング・スピナー”は1990年代初頭に「デッカード・セダン」と共にフロリダ州のアメリカ警察殿堂博物館（American Police Hall of Fame & Museum）に売却されたが、1992年、輸送中に大破し、部品状態で売却された。その後は不完全な修理が施されたまま宣伝用の展示品とされ、1999年には再び売却された。

21世紀に入り、2003年12月12日に開催されたオークションに出展され、マイクロソフトの創設者の一人、ポール・アレンが落札した。落札時にはオリジナルの状態を大きく損っていたが、ウィンフィールドの工房にレストアが依頼され、2004年6月に完了、アレンが開設したシアトルのSF博物館（Science Fiction Museum & Hall of Fame）に搬入され、同博物館の目玉展示品の一つとして常設展示されている。
また、ロサンゼルスにあるピーターセン自動車博物館（Petersen Automotive Museum）にはレプリカが展示されている。

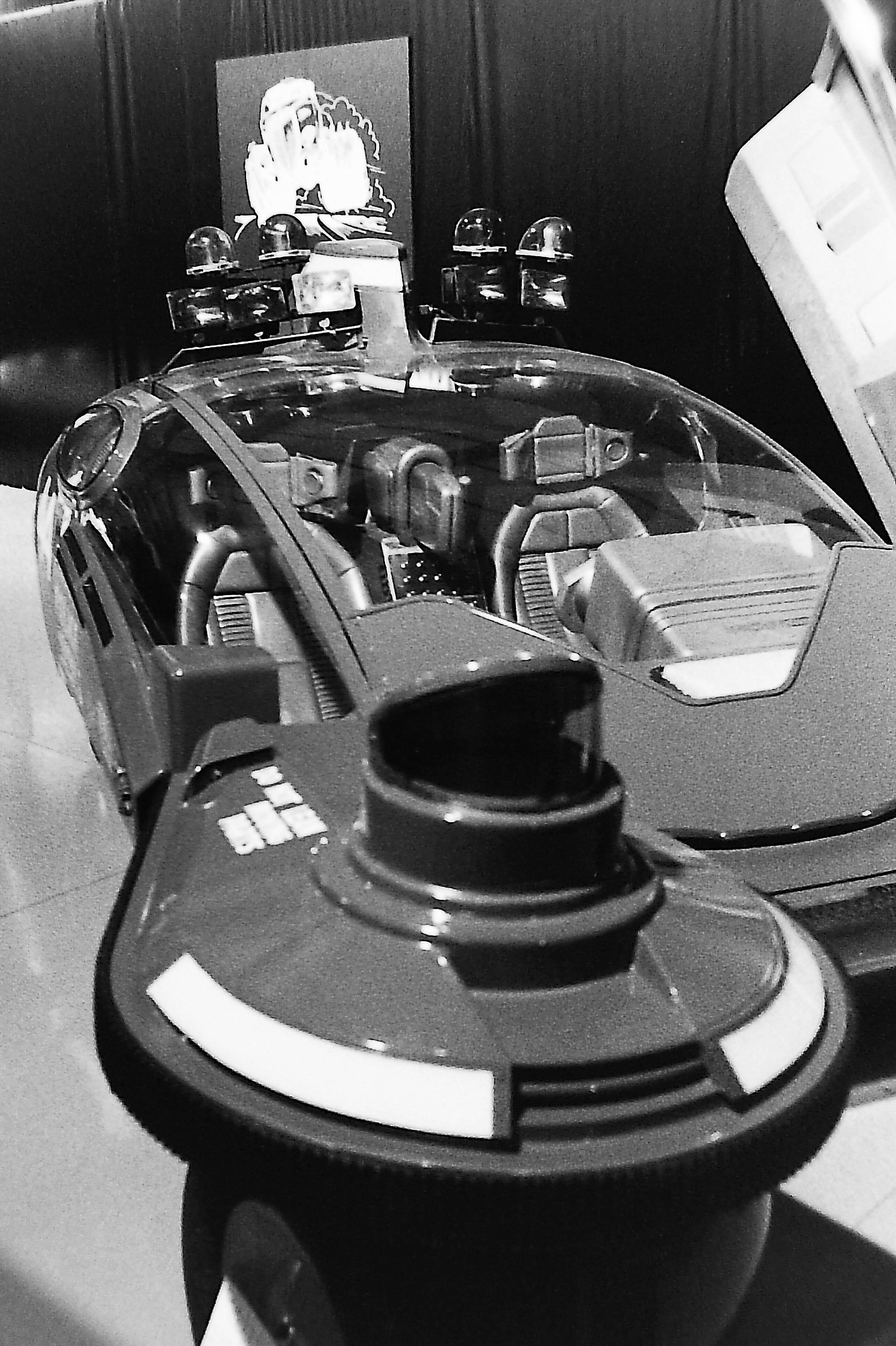
エッセンモーターショーで展示されたポリススピナー 1983年の撮影
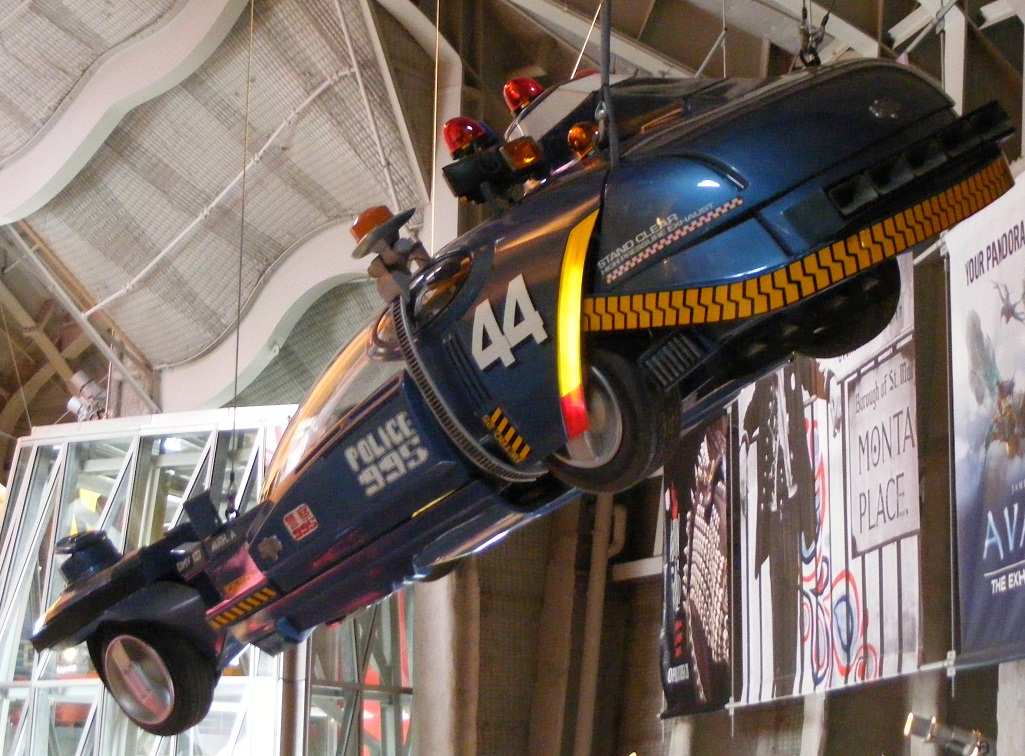
SF博物館に展示されているポリススピナー （2012年7月20日撮影）
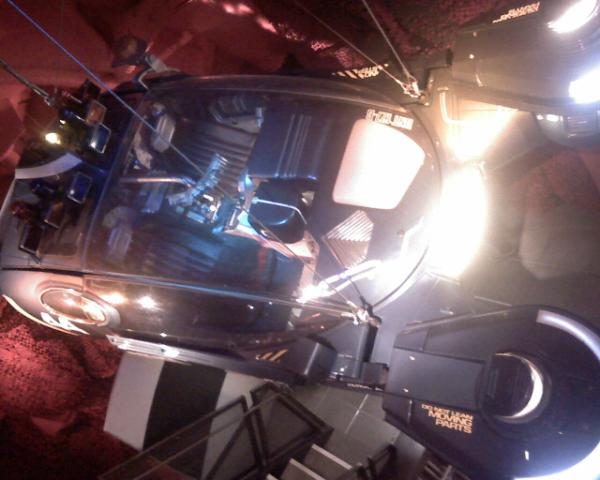
上方より撮影したポリススピナー 並列に配置された座席のある操縦室がわかる SF博物館の展示品、2007年7月22日撮影
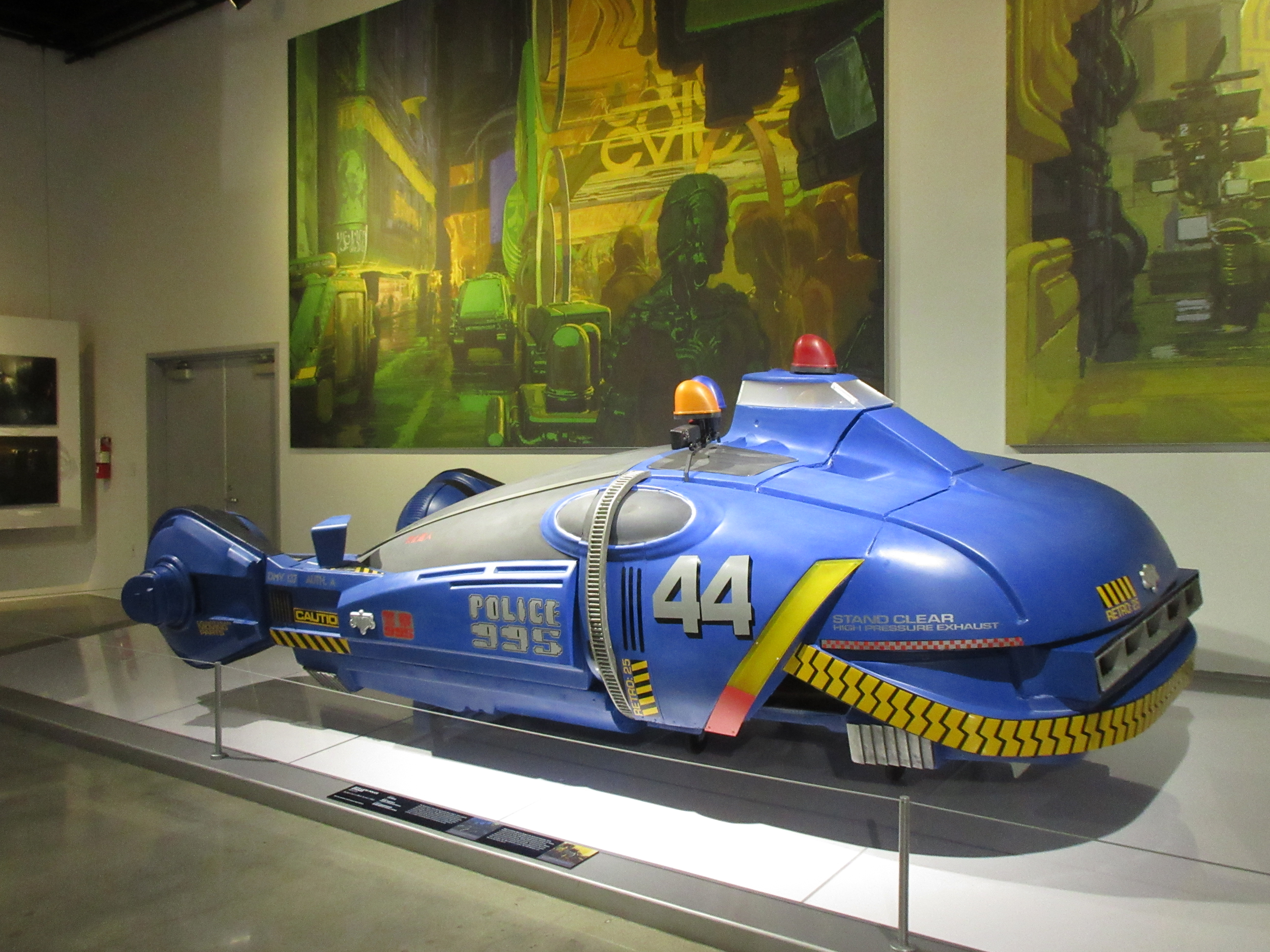
ピーターセン自動車博物館に展示されているポリススピナーのレプリカ （2019年5月18日撮影）

### ブラスター
スピナーと並んで本作品を語る上で重要な小道具として、デッカード他が使用した架空の拳銃がある。劇中に登場したものは2種類あり、冒頭でリオンがホールデンを撃つシーンで使われた「ブラックホール・ガン」の仮称で考案された、COP社の4連装小型拳銃COP .357をそのまま使用したものと、後に「デッカード・ブラスター」と通称されるようになった、ライフルとリボルバーを合わせて改造したプロップガンがある。

#### ブラックホール・ガン
映画の製作にあたり、スコットは従来のSF映画でよく用いられた「明るい光線を発射するレーザー・ピストル」を避けたいと考えており、それに代わる全く新しい表現を求めていた。これに対し、特殊効果監修のデヴィッド・ドライヤーが考案したものが、「ブラックホール・ガン」であった。
これは「強力な分子破壊ビームを発射し、命中箇所を分子レベルで破壊する」というもので、画面上ではまったく光を発しない「黒いビーム（Black beam）」が銃から目標に発射され、命中すると目標は消滅する、という表現が考案された。これは、派手な血飛沫や出血を描く必要がない、という点でも良案とされた。
しかし、冒頭でリオンがホールデンを銃撃するシーンにおいて、特殊効果を挿入したカットを試験的に制作したところ、「ただの暗い筋にしか見えず、劇的効果が得られない」と判断され、このアイディアは他のシーンでは用いられなかった。

#### デッカードブラスター
主人公のデッカードらが使っている銃については、公式な命名がなされていない。いつ、どのような経緯でそのように呼ばれるようになったかは判然としていないが、日本では1983年の初公開時の映画パンフレットにおいて「ブラスター」の名称で解説されたため、それ以降、この銃はそのように呼称されるようになった。一介の小道具であるにもかかわらず高い人気を博し、作品の公開後、数多くのプロップレプリカやモデルガンが製作されることになる。
本作品に登場するオリジナルデザインの品々の中で、この「ブラスター」はシド・ミードのデザインではない。当初彼がデザインしたモデルは前衛的に過ぎ、本作品の状況設定にそぐわず採用は見送られ、新たにCOP .357を基にしたデザインがアシスタントアートディレクターであるスティーブン・デーンにより描き起こされたが、これも採用されなかった。

なお、リオンがホールデンを撃つシーンで使われているプロップガンは、本来はデーンによるデザインに基づいて改造するために用意された銃を、ほぼそのまま使用したものである。
改めてプロップを製作するにあたり、まず参考にされたのが、映画『マッドマックス』で主人公の使う、「ソードオフ」と呼ばれる二連銃身の短縮型散弾銃である。しかし、前述の「フィリップ・マーロウ的な探偵の物語（ハードボイルド）」の作風に合わせて、拳銃前提という制約があった。実在の銃器をそのまま、もしくは多少の改造を加えて使うという妥協案も出されたが、実際に使用されたものは美術部が現物合わせでプロップを制作したもので、オーストリア製のライフルの機関部をリボルバーと合体させた上に、電飾加工を施したものである。

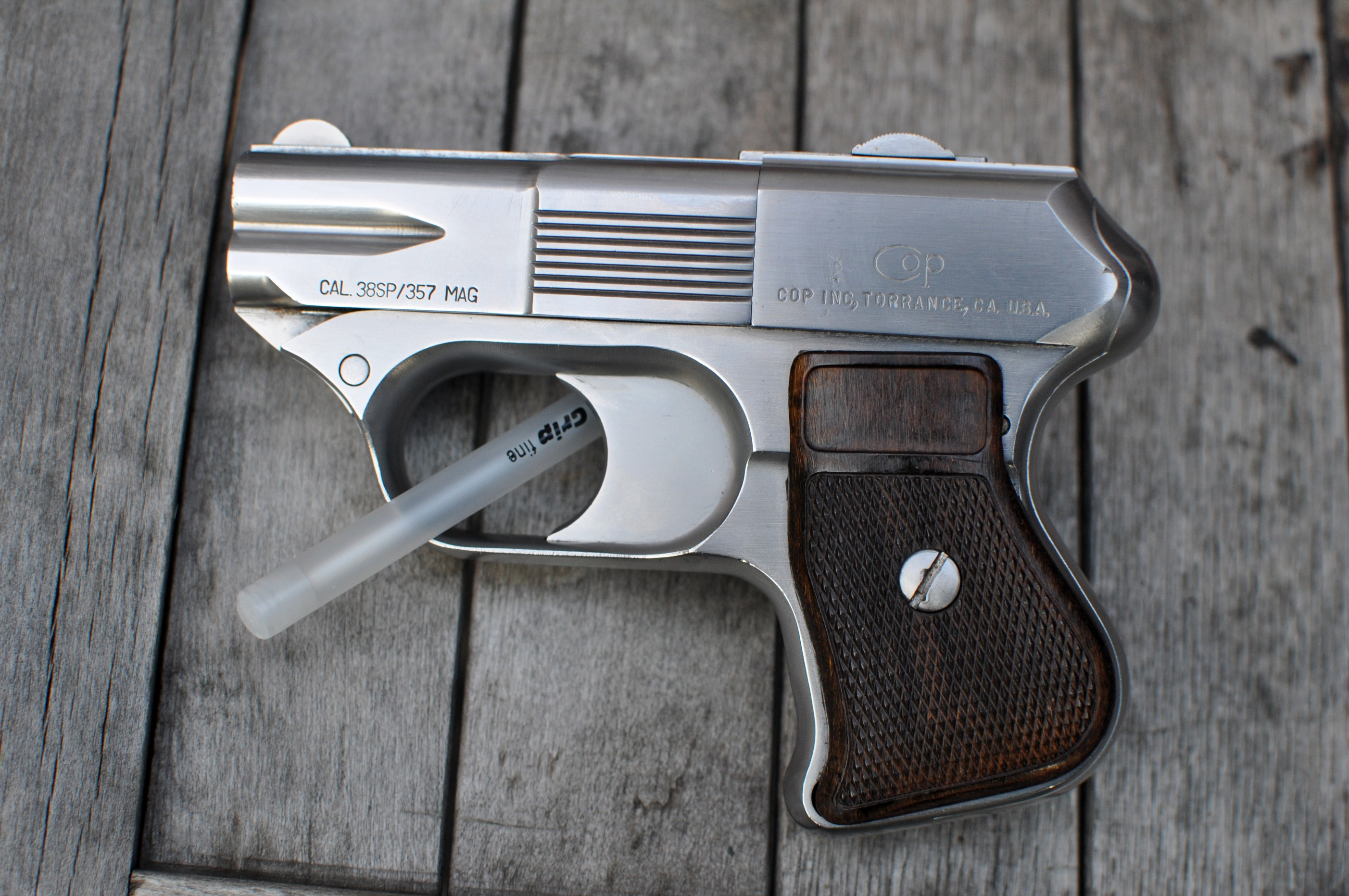
リオンの用いた銃として使われたCOP .357
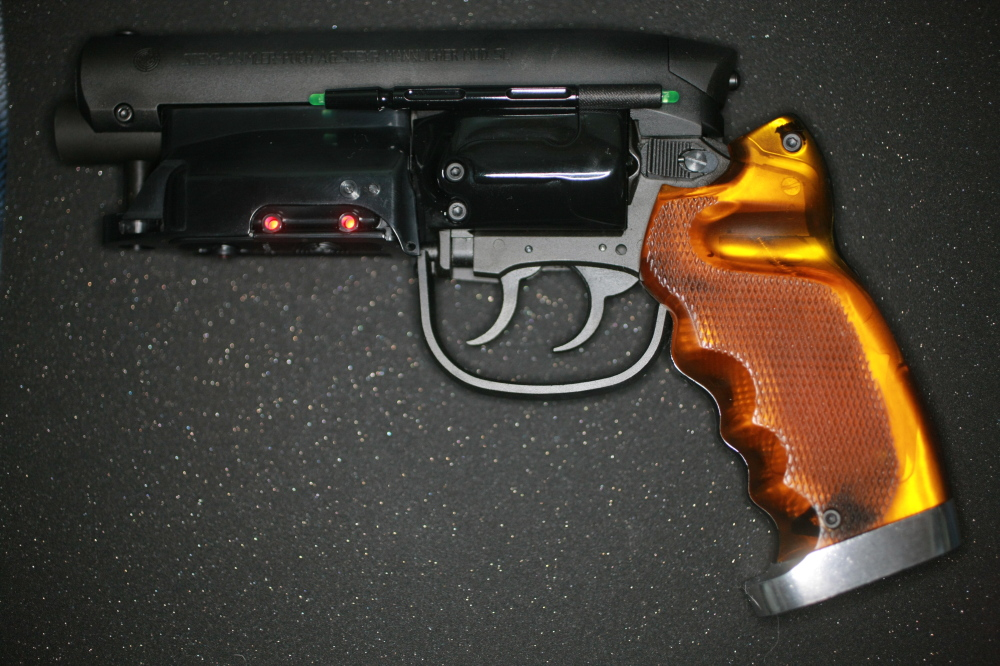
作中で用いられた“デッカードブラスター”のレプリカモデル （日本製のもの）

## ロケーション
作品の象徴でもある、日本語で書かれた看板やネオンサインが並び、多国籍の人々が行き交う未来都市の街頭は、ワーナー・ブラザースのバーバンクスタジオにある「オールド・ニューヨーク・ストリート」と呼ばれるオープンセットを大規模に改装して作られたセットである。「リドリーヴィル（Ridleyville）」のニックネームが付けられていたこのセットには、地上6mの地点に7基の散水装置が設置されており、作品を代表するイメージの一つである「絶え間なく降り続ける酸性雨」を表現するために用いられた。これに撮影後の合成処理で超高層ビルその他を描き加え、2019年の近未来都市が作り上げられた。
その他のシーンは基本的にはロサンゼルスにある著名な建造物、もしくはスタジオセットで撮影し、撮影後に合成等の処理を施したもので、登場した建造物は2016年現在でも存在している。
警察署
ロサンゼルス・ユニオン駅で撮影された。

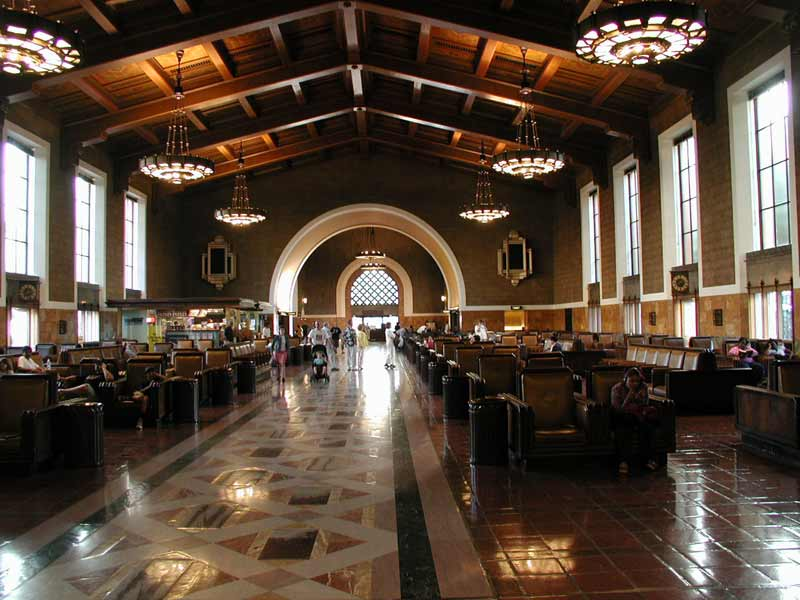
ユニオン駅の駅舎内部

駅舎内を署内として使用し、舎内一角にセットを組み、ブライアントのオフィスとしている。現役で使用されている建物のため、使用できるのは営業外の夜から翌朝にかけての深夜に限定され、急いでセットを組み上げ撮影準備を完了させてから引き払い期限の午前6時までの間、純粋な撮影時間は1日あたりわずか10分程度しかなかったという。
なお、ブライアントがデッカードにレプリカントのプロフィールを説明しているシーンは、スタジオセット内で撮影されている。
トンネル

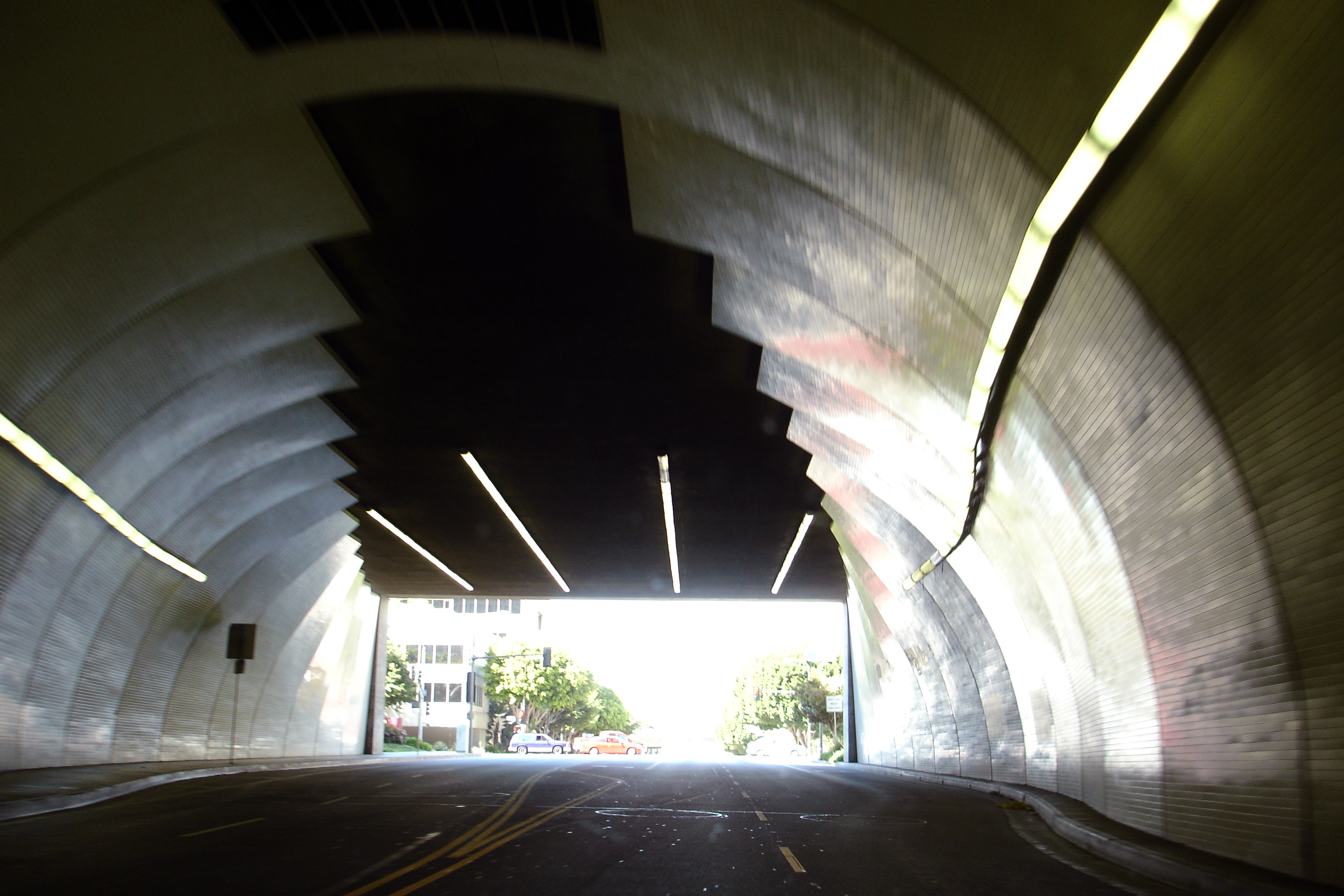
セカンドストリートトンネル

劇中で複数回登場した白い内壁のトンネルは、ロサンゼルスのダウンタウンにあるセカンドストリート・トンネルである。
内壁を白い陶製のタイルで装飾したことで知られるこのトンネルは、他にも多くの映画に登場している。

デッカードの自宅

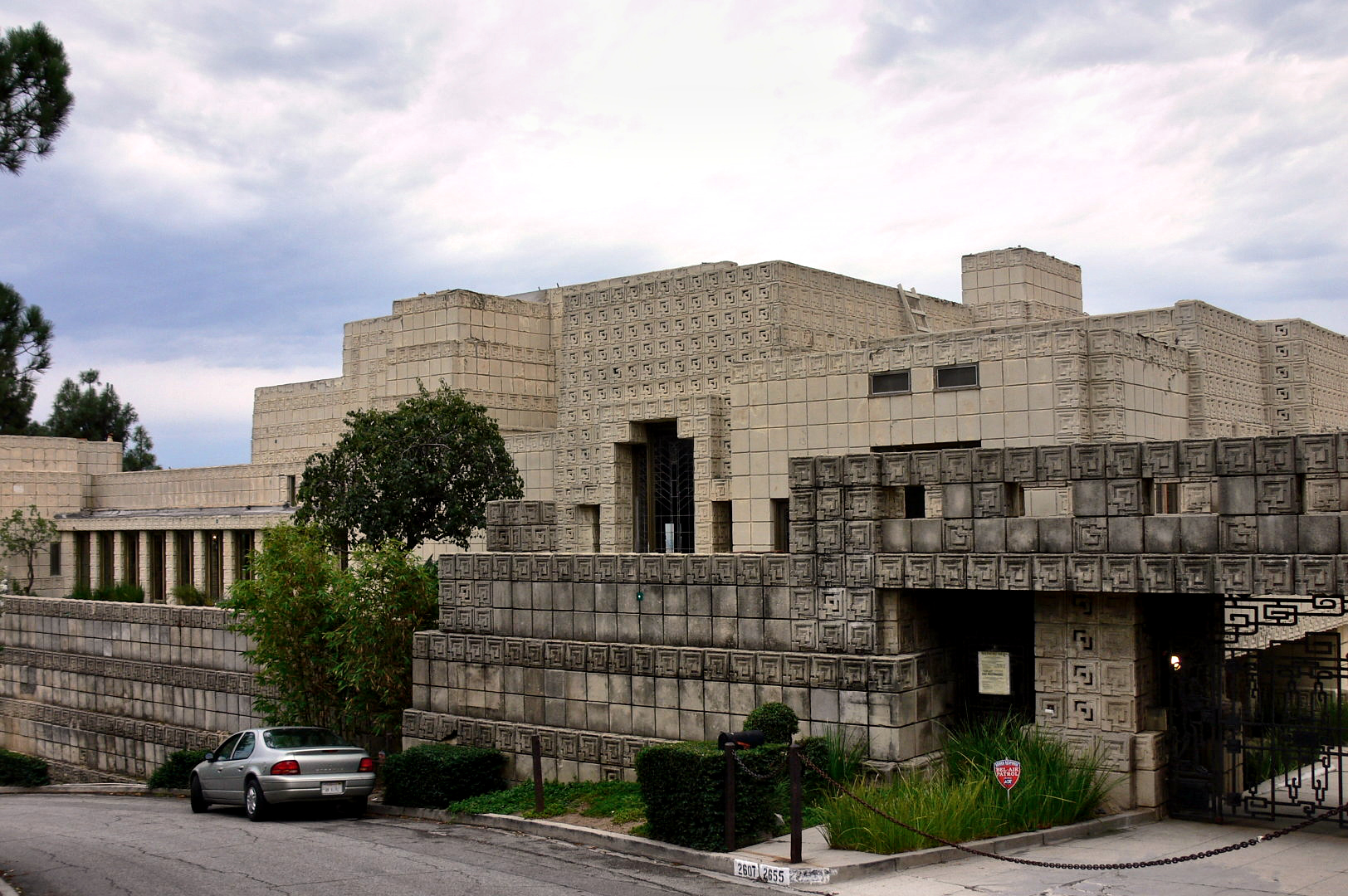
エニス邸外観

デッカードの自宅シーンに使用されたのは、ロサンゼルス郊外にある邸宅、エニス邸である。1923年に建設された、フランク・ロイド・ライトの設計による「テキスタイル・ブロック住宅」の一つで、マヤ文明の遺跡をイメージした造形の施されたコンクリートブロック壁が特徴になっており、アメリカ合衆国国家歴史登録財に指定されている。実際のエニス邸は低層平屋の構造であり、郊外の高台に位置しているが、作品では合成を駆使して街中にある高層ビルに見えるように構成されている。
エニス邸は後のスコットの監督作『ブラック・レイン』においても、ヤクザの親分のスガイ邸として使われている。

セバスチャンのアパート
J・F・セバスチャンが住むアパートとして使用されたのは、ロサンゼルスのダウンタウンにあるブラッドベリ・ビルディングである。1893年に建設され、アメリカ合衆国国定歴史建造物に指定されている。映画やTVドラマのロケ地としても有名で、他のロケーションと同様、様々な作品に登場している。
作中の設定ではデッカードのアパート等と同じく超高層ビルということになっているため、外観や屋上のシーン等は合成処理で高層建築に見えるように加工されているが、内部は演出上の装飾として荒れた雰囲気に飾り付けられた以外は、玄関として映る部分をビルの北西側エントランスにセットの柱を付け足して作り変えた他は元のまま用いられている。内部が吹き抜けになっていることや、吹き抜け部分の天井がガラス張りになっていること、内廊下の外周にオープンケージタイプのエレベーターがあることも元のままであり、床や壁、手摺の装飾といったものもオリジナルのまま用いられた。
撮影に使用された際もオフィスビルとして現役で使用されており、本作の撮影は営業時間外に行われた。映画製作に使用できるのは午後6時から翌日の午前6時の間に限られ、美術設定に従って各種の装飾とウェザリングを施した後に本編の撮影を行い、使用期限の前に撮影を切り上げて装飾を撤去し施した汚し塗装を清掃、使用前の状態に戻して撤収する、というハードスケジュールが連日繰り返された。
なお、セバスチャンの部屋の内部や、デッカードとバッティの戦いの舞台となる室内部分はスタジオにセットを組んで撮影されており、デッカードが壁沿いを伝って移動するシーンや屋上でのクライマックスシーンは、ブラッドベリ・ビルの上部3階層を再現した屋外セットが作られてそこで撮影され、合成処理が施されている。

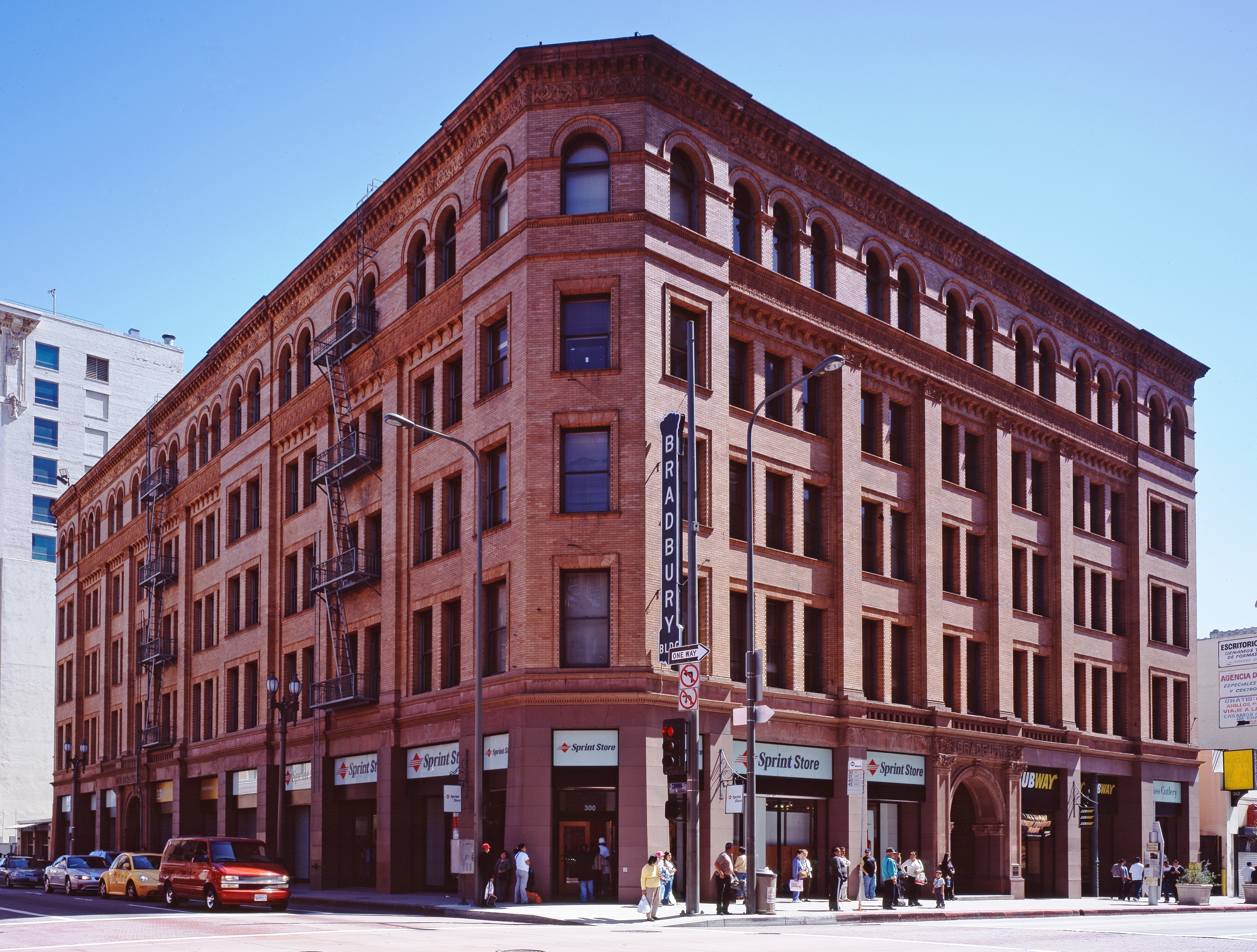
ブラッドベリ・ビル外観 （2005年の撮影）
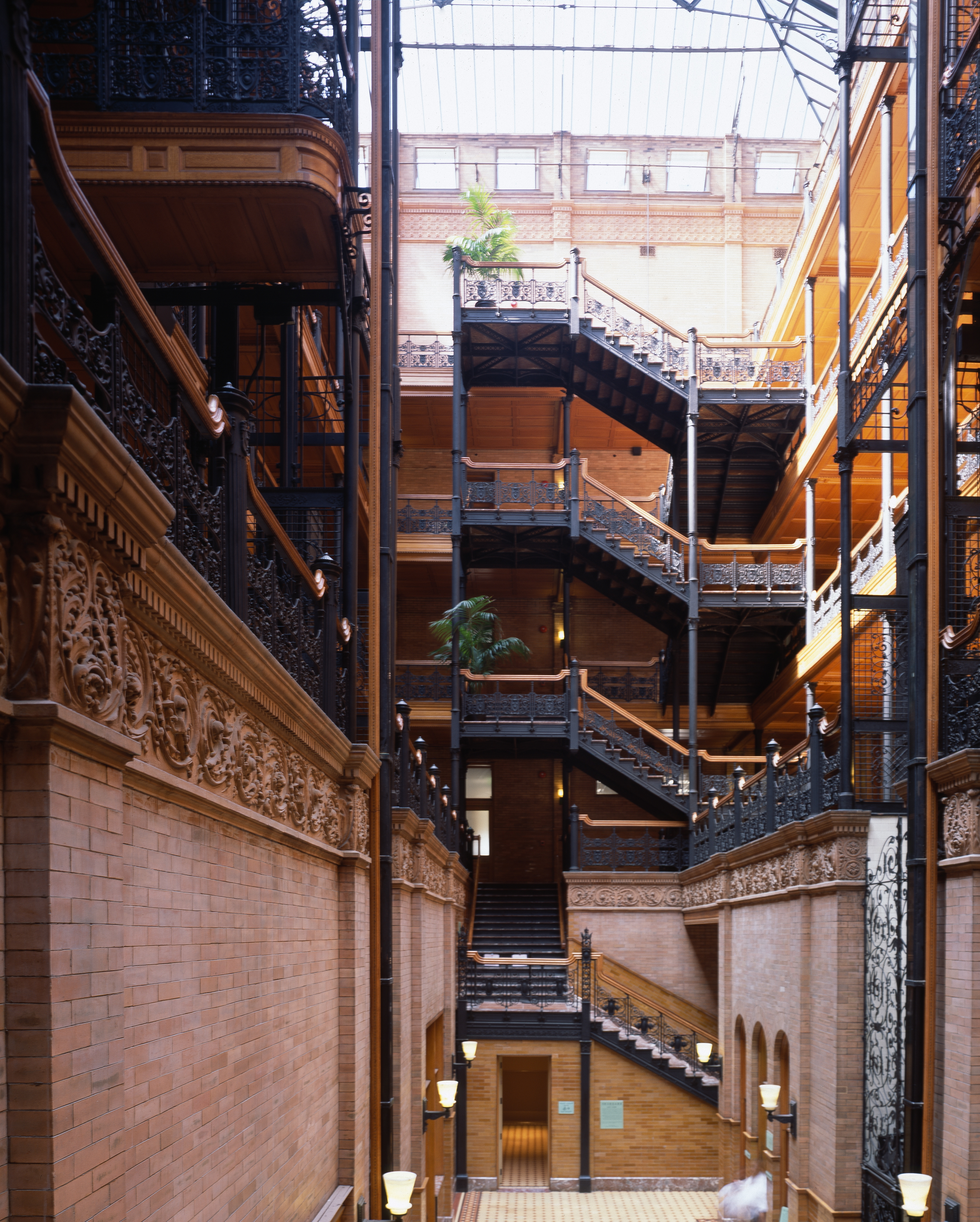
ブラッドベリ・ビル内観
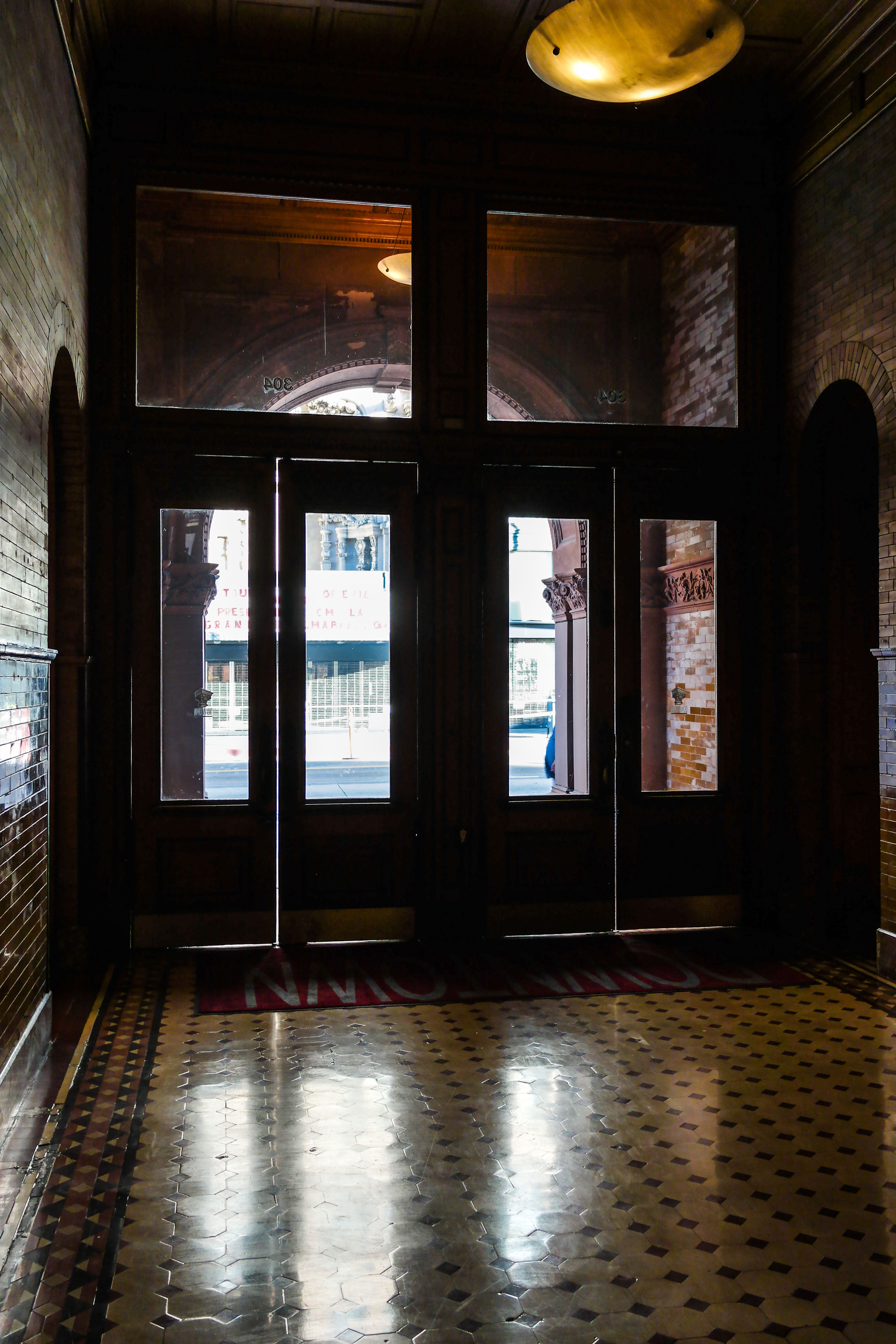
北西側エントランス

その他

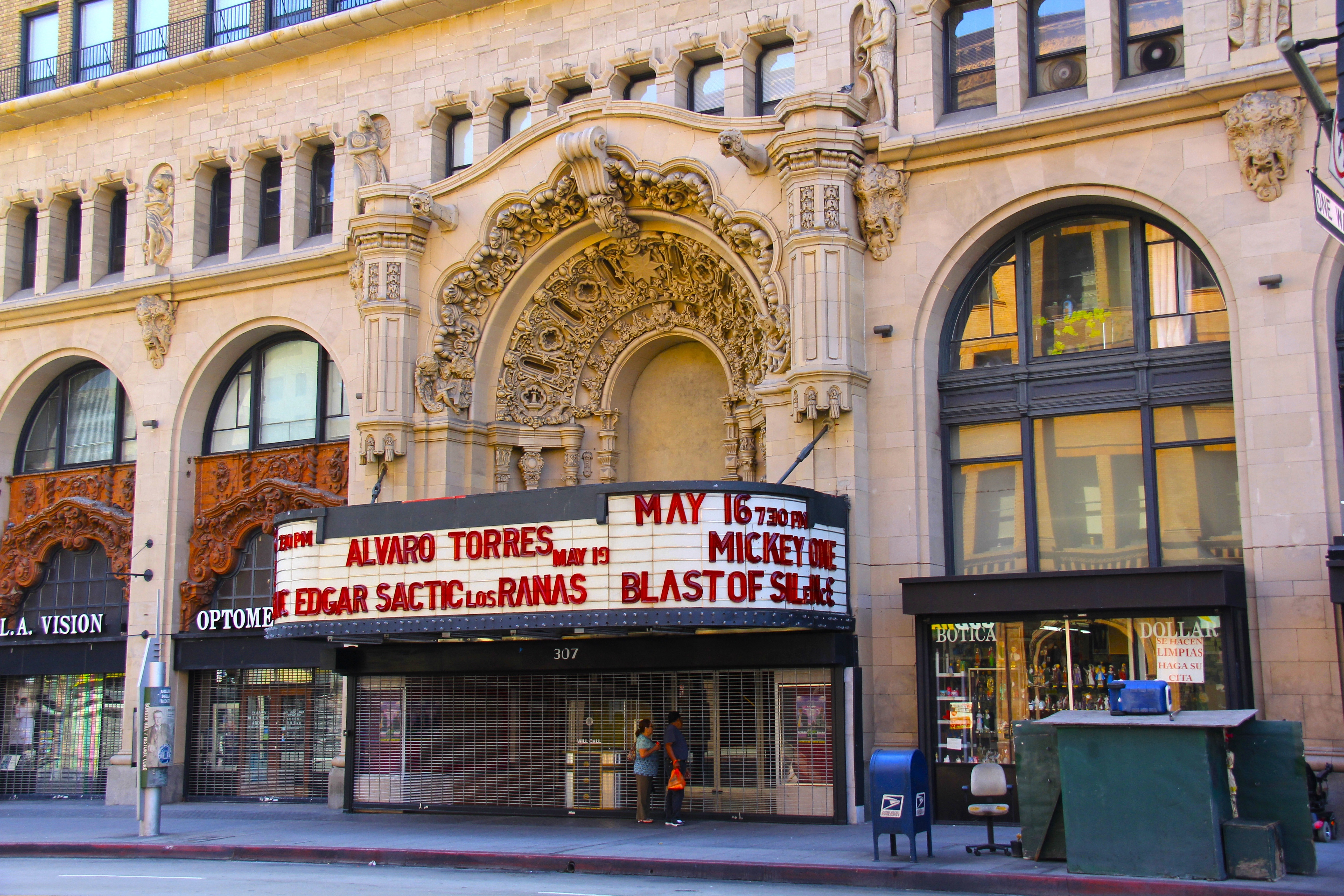
ミリオンダラーシアターの入場口
画像は2012年5月に撮影されたもので、当時とは異なる

セバスチャンのアパートの玄関のシーンで後方に見える派手なネオンサインの看板は、ブラッドベリ・ビルからブロードウェイ・ストリートを挟んで向かいにある劇場、ミリオンダラー・シアターの入場口である。ミリオンダラー・シアターではロサンゼルス歴史建造物保存協会主催の「ブレードランナー有料上映会」が2013年3月23日に一度だけ開催された。
リオンが宿泊していた「ユーコンホテル（YUKON HOTEL）」は、外観は美術スタッフの製作したミニチュアだが（このミニチュアは看板の文字を「NUYOK」と組み替えて別のシーンでも使われている）、内部はブラッドベリ・ビルの交差点を挟んで北側の斜め向かいにある、パンアメリカン・ロフトビル（PanAmerican Loft Building）で撮影された。
ハンニバル・チュウの工房は、外観はスタジオセットであるが、内部はカリフォルニア州ヴァーノンにあった食肉会社の冷凍倉庫を借りてセットを組み、実際にマイナス21度の環境として酷寒の中で撮影が行われた。セットを組み終わった後、実物の霜が張り氷柱が垂れている環境を作るために4日間を要し、予算の圧縮のために5日間が予定されていた撮影期間を2日間に短縮して行われた。

## 公開・反響
1982年6月25日に全米公開され、週末興行収入成績は初登場第2位（同年6月25日-27日付）を記録したが、2週間前に公開され大ヒットしていた『E.T.』などの影響などもあり、興行的にも同作の約7900万ドルに対して約3380万ドルと振るわなかった（皮肉にも『E.T.』の脚本を担当したのは、フォードが当時交際し、本作公開の翌年に結婚したメリッサ・マシスンである）。
当時は明朗なSF映画が主流であり、暗く退廃的な未来観は多くの観客には受けが良くなかったとされる。新聞や雑誌での評価も二分し、『ワシントン・ポスト』は「永遠の命を求める人間の不毛な努力をテーマとした心を打つシナリオから、素晴らしく超モダンなセットに至るまで、あらゆる面で偉大な作品」と賞賛した一方で、『ニューヨーク・タイムズ』は「めちゃくちゃで、ぞっとする、混乱そのものだ」と酷評した。日本でのキャッチコピーも「2020年（原文ママ）、レプリカント軍団、人類に宣戦布告！」と、あたかもアクションSFのような謳い文句であり、フォードが『帝国の逆襲』や『レイダース』で見せたような、アクションを想像した多くの観客にとっては期待外れであったとも言われ、ロードショーは軒並み不入りで、多くの劇場で早々に上映が打ち切られてしまった。
一方、名画座での上映では映画マニアからの好評を博し、渋谷パンテオンでは、3週間限定上映と告知されていたにもかかわらず、結果的に4週間に延び、その後リバイバル上映が行われるようになってからはカルト映画的な人気を得、アメリカ本国からVHSを個人輸入するほどの熱狂的なマニアも現れた。当時から普及し始めていたビデオパッケージにより、内容をより精査して繰り返し観ることが出来るようになると評価は更に高まり、ソフトも記録的なセールスとなった。日本初公開時に映画館では鑑賞特典として、小さいポスターが配られた。これは偶然にも、後年『ディレクターズ・カット』で使用されたポスターと同じである。大学生時代に劇場で鑑賞した小島秀夫は、後に本作に大きな影響を受けた『スナッチャー』、『ポリスノーツ』を制作した。
公開25周年を迎える2007年に、日本で行われたファイナルカット・カウントダウンイベントの際、来場した全ての観客にポスターやネガフィルムやフライヤーなどが配られ、劇中の広告に使用された「強力わかもと」も進呈された。また、抽選により100名限定でオリジナルTシャツ、2名限定で『ブレードランナー製作25周年記念　アルティメット・コレクターズ・エディション』、3名限定で『シド・ミード・ビジュアルフューチャリストDVD』がプレゼントされた。
本作には前述のわかもと等実在企業が数多く登場した一方、史実では業績不振に陥り消滅・破産した企業もある（パンアメリカン航空、RCAなど）。一部ではこれを「ブレードランナーの呪い」と称している。
Rotten Tomatoesによれば、126件の評論のうち高評価は89%にあたる112件で、平均点は10点満点中8.5点、批評家の一致した見解は「劇場初公開当時は誤解されていた、リドリー・スコット監督のミステリアスなネオノワール映画『ブレードランナー』の影響力は時とともに深まってきている。視覚的にも並外れた、痛切なヒューマンSFの傑作。」となっている。Metacriticによれば、15件の評論のうち、高評価は13件、賛否混在は1件、低評価は1件で、平均点は100点満点中84点となっている。

## 受賞
- 1983年度ヒューゴー賞 - 最優秀映像作品賞受賞
- 1983年度英国アカデミー賞 - 撮影賞・衣装デザイン賞・美術賞受賞、編集賞・メイク賞・作曲賞・音響賞・特殊視覚効果賞ノミネート
- 1983年度ロンドン映画批評家協会賞 - 特別業績賞受賞（ローレンス・G・ポール、ダグラス・トランブル、シド・ミード）
- 1983年度ロサンゼルス映画批評家協会賞 - 最優秀撮影賞受賞（ジョーダン・クローネンウェス）
- 1983年度アカデミー賞 - 視覚効果賞・美術賞ノミネート
- 1982年度イギリス・撮影者協会賞ノミネート
- 1983年度・1993年度ファンタスポルト映画祭 - ファンタジー作品賞ノミネート
- 1983年度ゴールデングローブ賞 - 作曲賞ノミネート
- 1983年度第14回星雲賞 - 映画演劇部門受賞[90]
- 2018年度キネマ旬報「1980年代外国映画ベスト・テン」第1位[91]

## バージョン
本作には諸般の事情により、他映画作品では類を見ない7つの異なるバージョンが存在する。とくにスコットが再編集した1992年の『ディレクターズ・カット』では、作品の解釈を変えるような意味深長なシーンが追加された（詳細は「デッカードは何者なのか」の節を参照）。
なお、サンディエゴ覆面試写版とUSテレビ放映版を除く5つのバージョンは、日本では2007年12月14日にリリースされたDVDボックス『ブレードランナー 製作25周年記念アルティメット・コレクターズ・エディション（以下『UCE』）』で全て視聴する事ができる。

### リサーチ試写版（ワークプリント版）
1982年。113分。『UCE』では「ワークプリント版」と称される。本作公開前の同年3月、ダラスやデンバーで観客の反応を見るためにテスト試写（スニークプレビュー）が行われた際のバージョン。しかし観客の反応は余り芳しいものでは無く、最悪だったとスコットは振り返る。フォードを倒す悪役に同情的なこと。画面は暗く絶えず雨が降り、ハッピーエンドではないこと。ユニコーンの折り紙も不評だったという。
以下は本バージョンのみで見られるシーンである。
- 冒頭の制作会社のロゴが白地で映される。
- オープニング・クロールはなく、レプリカントについて辞書の引用風に解説した文章のみが映される。
- 序盤のスシバーでの「二つで十分ですよ」のシーンにおいて、注文した丼の具材が映っている[30]。
- バッティの死を目の当たりにするシーンで、デッカードのナレーションが重ねられる。
- エンドロールはなく、「The End」が表示されるのみ。

### サンディエゴ覆面試写版
1982年。未ソフト化。同年5月にサンディエゴでスニークプレビュー（覆面試写）が行われた際のバージョン。基本的にリサーチ試写版と同じだが、3つの新たなシーンが追加されたと言われる（詳細な箇所は不明）。

### 初期劇場公開版（オリジナル劇場公開版、US劇場公開版）
1982年。116分。『UCE』では「US劇場公開版」。北米で初めて商業上映された際のバージョン。リサーチ試写版で不評だった点を改善し、一般受けを良くしようとしたが、結果的にはそれでも評判は上がらず、映画評論家に酷評された。エンドロールの空撮映像は、『シャイニング』のオープニングの別テイクを借用したものである。
- 冒頭はあらすじを載せたオープニング・クロールに変更。
- ハリソン・フォードによるナレーションを追加。
- 暴力シーンの一部映像（タイレル博士が目を潰されるシーンと、バッティが自らの手を釘で貫くシーン）を削除。
- エピローグで、デッカードとレイチェルが逃亡する映像[26]とナレーションを追加。

### インターナショナル版（インターナショナル劇場公開版、完全版）
1982年。ヨーロッパや日本で劇場公開された際のバージョン。なお、日本ではワーナーのレンタルビデオや初期にリリースされたLDソフトに初期劇場公開版が収録されていた為、バージョンの違いが認識されており、ビデオ発売時には「完全版」と称して発売された。日本版『UCE』でも同様に呼称している。
- 初期劇場公開版で削除された暴力シーンを復活。他、いくつか微細な変更が行われた。

### USテレビ放映版
1986年。114分。未ソフト化。CBSでの放映用に編集を行ったバージョン。
- 暴力シーンの削除。
- オープニング・クロールにおけるボイスオーバーの追加（フォードではなく、アナウンサーによるもの）。

### ディレクターズ・カット（最終版）
1992年。116分。公開10周年を記念し再編集されたバージョン（ビデオソフト、『UCE』では「最終版」の名称も付け加えられている）。最初の劇場公開後、本作は次第に評価を高め、サイバーパンクの原典としての地位を確立した。と同時に、スコットが本来意図した『ブレードランナー』を見たいという要望が高まり、ワーナーは彼に再び本作の編集を依頼。スコットも劇場公開版で自身の望まざる編集が行われた事に加え、機が熟したと考え、これを了承した。内容はリサーチ試写版に近いものになっている。
- フォードのナレーションとエピローグ映像の削除。
- デッカードが見る「ユニコーンの夢」のシーンを追加。
- インターナショナル版で復活した一部暴力シーンを再び削除。

### ファイナル・カット
2007年。117分。公開25周年を記念し、再びスコット自身の総指揮によって編集されたバージョン。本バージョンは第64回ヴェネツィア国際映画祭でワールドプレミア4Kデジタルで上映された後、同年10月5日（現地時間）からニューヨークとロサンゼルスで劇場公開され、アメリカでは12月18日（現地時間）にDVDが発売された。日本では、11月17日 - 30日の2週間限定で東京（新宿バルト9。上映期間は1週間延長）、大阪（梅田ブルク7）の2館4スクリーンにて2KデジタルDLP劇場公開された。
- デジタル・リマスタリングにより全体の画質や効果音の精度を向上[95]。
- 所謂「幻の高画質の特撮シーン（後述）」が使用され、VFXシーンがより高精度で鮮明な映像になった。
- 画面全体を緑がかった色調に変更。
- スピナーが浮上するシーンで吊り上げるワイヤーが見えていたのをデジタル処理で消去[95]。
- ブライアントの反逆レプリカントに関する説明で、死亡した人数を2名に変更[95]。
- 「ミリオンダラー・シアター」のネオンの文字がカットによって異なっていたのを、デジタル処理で同じものに修正。
- 「ユニコーンの夢」の映像は、ディレクターズ・カット版とは異なる、オリジナルの尺のものを使用。
- 逃走するゾーラがショーウィンドウを突き破るシーンで、スタントを起用していた部分を、同役のジョアンナ・キャシディを再起用して部分新撮し、デジタル合成で修正[94][95]。
- ワークプリント版のバーでアイスホッケーのマスクを着けた女達がビキニで踊るシーンや[95][26]、インターナショナル版の暴力シーンが復活。
- 終盤の鳩が飛び去るシーンの風景が、青空から高層ビルに囲まれた曇りの夜空へとCGで全面的に変更[94][95]。

#### Ultra HD Blu-ray/IMAX版
2017年に発売されたUltra HD Blu-ray版の発売にあたっては、4K解像度に変換するにあたりスコットの監修のもとに細かな調整が加えられ、音声が新たにリミックスされたバージョンとなっている。
2019年に行われたIMAX上映にあたってもこのバージョンが使用されている。

#### 幻の高画質の特撮シーン
視覚効果監修のダグラス・トランブルは、そのキャリアの最初に携わった『2001年宇宙の旅』で、監督のキューブリックから、チリ一つ無いほどの高画質を要求され、当時の光学合成による画質劣化を抑えるため、通常シーンが35mmフィルム撮影の作品でもSFXシーンは65mm幅のフィルムで撮影する方法を採った。『ブレードランナー』では、視覚効果は65mmで撮影、俳優の演技と合成するシーンも35mmスコープ・サイズで撮影し65mmに拡大して合成作業が行われた。
65mmフィルムによる撮影は、一コマあたりの画面が35mmより広く粒状性が目立たないので、再撮影やコピーのプロセスを重ねても画質が荒れない利点がある（左右幅を圧縮して撮影するスコープ・サイズの、光学合成の手間や画質への悪影響は、ジェームズ・キャメロンも指摘するところである）。ところが決して高予算ではないながらも高画質に拘って製作された『ブレードランナー』のSFXも、今日観られるフィルムやソフトで充分なクオリティが発揮されていないとトランブルは語っている。
ファイナル・カット版の特撮シーンは、この70mm（65mm）フィルムからダイレクトにテレシネされたものが使用されており、劇場での上映も他のバージョンと比べて、非常に鮮明なイメージを提供していた。

## 没シーン
- ホールデンは映画の制作上は死亡しておらず、病院に入院した彼をデッカードが見舞うシーンが脚本に存在し（脚本段階ではデッカードは複数回見舞いに訪れている）、撮影も行われているが[15]、スコットの判断で削除され、本編には使われていない[注釈 35][101]。このシーンのためにシド・ミードはカプセル型の治療用ベッドをデザインしたが、「未来的にすぎる」として却下され、デッカードの自宅のセットを流用したものが美術スタッフによって製作された[101]。
- レプリカント眼球職人のチュウのその後については劇中では触れられていないが、脚本ではバッティとリオンによって防寒コートを破壊され、極低温下の工房内に閉じ込められて放置されたために凍死しているところをデッカードと警官隊に発見される、となっていた。発見された際に倒されてしまい、完全に凍っていた遺体は粉々に砕け散るという場面設定であったが、撮影されなかった[80]。
- 企画段階では、踊り子として地球に潜伏していたゾーラは作中にてデッカードの捜査が入る前に、舞台で「reptile dance（レプタイル（爬虫類）・ダンス）」を踊る予定で、ステージのセットも製作が進められていたものの、プロデューサー陣の賛同が得られず、撮影が行われる事は無かった[102]。2012年12月、ゾーラ役のジョアンナ・キャシディは当時のダンスを再現した動画をYouTubeで公開した[103]。
- 脚本段階では、タイレルは死病に侵されたために冷凍睡眠に入っており、登場するのは本人の記憶を移植されたレプリカントである、という設定であった。脚本ではタイレルを殺害してこの事に気づいたバッティは改めて「本物の」タイレルのところに案内するようにセバスチャンに要求するが、冷凍睡眠に入っていたはずの彼は既に装置の故障によって死亡しており、延命の望みが完全に絶たれたことに動揺したバッティはセバスチャンをも殺害して立ち去る、という流れになっており[104]、タイレルが安置されている部屋と冷凍睡眠装置もミードによりデザイン画が起こされていた[105]。このシーンは撮影準備の段階で断念され、セバスチャンの死も警察無線の音声で触れられているのみである。

## サウンドトラック
エンドロール中にはポリドールよりサントラが発売される旨書かれているが、実際には発売されなかった。ヴァンゲリスより正式にリリースされるのはディレクターズ・カット（最終版）の後、1994年のことである。
楽曲の制作はヤマハのシンセサイザー、CS-80を用いて行われた。
- 『オリジナルスコア版』と銘打ったアルバムが1982年にリリースされたが、これはジャック・エリオット（英語版）の指揮で、ニュー・アメリカン・オーケストラ演奏による、アコースティックアレンジされたものである。オリジナルの音源とは別物ながら、違和感のない出来であった。
- エンドタイトルは、1989年に発売されたアルバム『ザ・ベリー・ベスト・オブ・ヴァンゲリス』に収録された。
- デッカードのアパートにレイチェルが訪れるシーンで使われている曲は、この映画のために制作されたものではなく、アルバム『流氷原』収録の「メモリーズ・オブ・グリーン」を使用している。
- エンドロール中にクレジットされている「HARPS OF THE ANCIENT TEMPLES」は、バッティとリオンがチュウのもとへ向かうシーンで使用されている曲[107]が収録されたアルバム名であり、ヴァンゲリスの手によるものではない。
- 公式なサントラが発売されない状況が長く続いたことから、いくつかの海賊版が作られ流通することとなった。海賊版の経緯・内容についてはこちら（英語版）を参照。
- UCEの発売に合わせ、CD3枚組『「ブレードランナー」オリジナル・サウンドトラック 25周年記念エディション/BLADE RUNNER TRILOGY, 25th ANNIVERSARY』が発売された。
- 2013年4月16日、全米でビニール版サントラLPが発売。A、B面12曲収録。
- 2013年7月16日、同年4月にアナログ盤を発売した米Audio Fidelity社からHybrid SACD盤が発売された。内容は1994年に発売された公式サントラ盤のリマスターで、Kevin Grayの手による。全世界2,000枚限定で、パッケージにはナンバリングが施された。なおこれが初のSACD音源となる。

## 日本語吹替
| 役名               | 俳優                             | 日本語吹替                                                | 日本語吹替                          |
| 役名               | 俳優                             | TBS版                                                     | ザ・シネマ版                        |
| ------------------ | -------------------------------- | --------------------------------------------------------- | ----------------------------------- |
| リック・デッカード | ハリソン・フォード               | 堀勝之祐                                                  | 磯部勉                              |
| ロイ・バッティ     | ルトガー・ハウアー               | 寺田農                                                    | 谷口節                              |
| レイチェル         | ショーン・ヤング                 | 戸田恵子                                                  | 岡寛恵                              |
| ガフ               | エドワード・ジェームズ・オルモス | 池田勝                                                    | 佳月大人                            |
| H・ブライアント    | M・エメット・ウォルシュ          | 神山卓三                                                  | 浦山迅                              |
| プリス             | ダリル・ハンナ                   | 高島雅羅                                                  | 小島幸子                            |
| J・F・セバスチャン | ウィリアム・サンダーソン         | 村越伊知郎                                                | 村治学                              |
| リオン             | ブライオン・ジェームズ           | 大宮悌二                                                  | 中村浩太郎                          |
| エルドン・タイレル | ジョー・ターケル                 | 大木民夫                                                  | 小島敏彦                            |
| ゾーラ             | ジョアンナ・キャシディ           | 横尾まり                                                  | 森夏姫                              |
| ハンニバル・チュウ | ジェームズ・ホン                 | 千葉順二                                                  | 浦山迅                              |
| ホールデン         | モーガン・ポール                 | 二瓶秀雄                                                  | 高岡瓶々                            |
| スシバーの店主     | ロバート・オカザキ               | 千葉順二                                                  | 小島敏彦                            |
| その他             |                                  | 竹口安芸子                                                | 中司ゆう花 小橋知子 佐藤拓也 片貝薫 |
|                    |                                  |                                                           |                                     |
| 演出               |                                  | 河村常平                                                  | 伊達康将                            |
| 翻訳               |                                  | 岩本令                                                    | 岸田恵子                            |
| 録音・調整         |                                  | 切金潤                                                    | オムニバス・ジャパン                |
| 効果               |                                  | 遠藤堯雄 桜井俊哉                                         |                                     |
| プロデューサー     |                                  | 上田正人 （TBS）                                          | 井伊直子 飯森盛良                   |
| 制作               |                                  | 東北新社 TBS                                              | ザ・シネマ 東北新社                 |
| 初回放送           |                                  | 1986年4月14日 『月曜ロードショー』 正味約93分 DVD・BD収録 | 2011年3月20日 ノーカット放送        |

- TBS版：劇場公開版を吹き替えたもの。
- ザ・シネマ版：ファイナル・カット版を吹き替えたもの。同局以外では2014年3月9日にBS日テレ、2015年11月10日にムービープラスで放送された。2017年9月20日発売の『吹替の力』シリーズ『ブレードランナー ファイナル・カット 日本語吹替音声追加収録版　ブルーレイ（3枚組）』及び『ブレードランナー ファイナル・カット4K ULTRA HD&ブルーレイセット（2枚組）』に収録。なお、続編の『ブレードランナー 2049』の日本語吹き替え版ではデッカードとレイチェル、ガフの声優はザ・シネマ版のキャストを踏襲している。

## 続編

### 続編映画
2016年、ドゥニ・ヴィルヌーヴ監督、リドリー・スコット製作総指揮のもと、続編『ブレードランナー 2049』の日本公開が2017年11月に決定したことが発表された。アメリカで2017年10月6日、日本では10月27日に公開された。ライアン・ゴズリング、ロビン・ライト、ジャレッド・レトのほか、ハリソン・フォードも再びデッカード役として出演した。

### 続編小説
原作者ディックの友人である作家K・W・ジーターが、映画の続編として小説3作を発表している。
- Blade Runner 2: The Edge of Human（1995年） - 『ブレードランナー2 レプリカントの墓標』（早川書房、のちハヤカワ文庫）
- Blade Runner 3: Replicant Night（1996年） - 『ブレードランナー3 レプリカントの夜』（早川書房、のちハヤカワ文庫）
- Blade Runner 4: Eye and Talon（2000年）

## ドキュメンタリー
当作について、複数のドキュメンタリーが制作されている。
Edge of Blade Runner
2000年、55分
監督：アンドリュー・アボット（Andrew Abbott）
制作・構成：マーク・カーモード（Mark Kermode）
リドリー・スコットを始めとした製作スタッフへのインタビュー、作品製作の過程の詳細と、構想段階から撮影開始までの過程における様々なトラブルの解説により構成されている。また、原作であるフィリップ・K・ディックの『アンドロイドは電気羊の夢を見るか?』に関するポール・M・サモンとハンプトン・ファンチャーの解説も収録されている。
 Future Shocks
2003年、27分
カナダのTVオンタリオ制作のドキュメンタリー。エグゼクティブプロデューサーのバド・ヨーキン（Bud Yorkin）、シド・ミードへのインタビューと、SF作家のロバート・J・ソウヤー、および映画批評家による解説で構成されている。
Dangerous Days：Making Blade Runner
2007年、213分
監督・制作：チャールズ・デ・ロージリカ（Charles de Lauzirika）
『ブレードランナー・ファイナル・カット』に併せて制作された。ハリソン・フォード、ショーン・ヤング、リドリー・スコットを含む80人以上のインタビューから構成されている。

8つの章から構成され、時系列に沿って企画の開始からキャスティング、プロダクションデザイン、撮影、特殊効果といった製作過程を解説している。最後の章では、この映画に対する数々の論争とその経緯も収録されている。
All Our Variant Futures：From Workprint to Final Cut
2007年、29分
制作：ポール・プリシュマン（Paul Prischman）
映画の複数のバージョンとその概要を紹介し、『〜ファイナル・カット』の製作に費やされた、7年間に渡るオリジナルフィルムの修復と修正作業、デジタルリマスタリングのプロセスについて解説している。「Blade Runner Ultimate Collector's Edition」に収録された。